# 富山地方鉄道
富山地方鉄道株式会社（とやまちほうてつどう、英: TOYAMACHIHO RAILROAD CO.,LTD.）は、富山県富山市に本社をおき、同市から富山県東部を基盤とする中規模私鉄である。通称は地鉄（ちてつ、英称：Chitetsu）ないしは富山地鉄。
富山地方鉄道を中心に富山地鉄グループ（地鉄グループ）を形成している。本項では、これについても合わせて述べる。

## 歴史
1943年1月1日に「陸上交通事業調整法」に基づき、1930年設立の富山電気鉄道を母体に富山県内のすべての私営・公営の鉄軌道・バス会社を合併して発足した。このような経緯より富山県なども資本参加しており、形式的には第三セクターである。ただし、自治体の出資比率が低いこともあり一般的には第三セクター鉄道には分類されず、他の私鉄と同様に日本民営鉄道協会に加盟し、労働組合も私鉄総連に加盟している。合併に参加した鉄軌道会社は以下の6社である。なお、駅名は現在のものである。
- 富山電気鉄道（本線 電鉄富山 - 電鉄黒部間・立山線 寺田 - 岩峅寺間）
- 加越鉄道（加越線）
- 富山県営鉄道（上滝線、立山線 岩峅寺 - 立山間）
- 黒部鉄道（本線 電鉄黒部 - 宇奈月温泉間）
- 越中鉄道（射水線）
- 富山市営軌道（富山軌道線）

それ以前に、富山電気鉄道は以下の3社を合併している。
- 立山鉄道（本線 西滑川 - 新宮川間・立山線 五百石 - 岩峅寺間）
- 富南鉄道（不二越線）
- 富岩鉄道（富岩線）

なお、路線のうち起点からごく一部の区間が富山県内にあったものの、その大部分が岐阜県内に存在していた三井鉱山の軌道（通称・神岡軌道）は統合から除外された。
また、バス事業者は事前に運輸通信省通達により、上記各社が兼営していた路線を除いて下記の4社に集約されていたものを、1946年10月10日富山地方鉄道が一括譲受して統合を完了した（なお、戦時中から経営傘下入りは行われていた）。
- 富山合同乗合（富山地区、1944年4月に経営傘下に入る）
- 高岡合同自動車（高岡地区、1943年9月に経営傘下に入る）
- 下新川乗合自動車（新川地区、1944年4月に経営傘下に入る）
- 全礪乗合自動車（砺波地区）

富山県の交通一元化は、富山電気鉄道の創業者で後に富山地方鉄道会長となった佐伯宗義の富山県下を「一市街地化」するという構想の下に進められたものであり、結果的には戦時統合という形でそれがほぼ実現することになった。
富山地方鉄道発足直後の1943年6月1日、富岩線が買収・国有化され鉄道省富山港線となった。
1950年に、加越能三国（富山県・石川県）を結ぶ鉄道を造る計画を遂行するために加越能鉄道を設立し、富山県西部の鉄軌道・バス事業を譲渡した。後に新線計画は中止され、さらに加越能鉄道は2002年に鉄軌道事業から撤退し、2012年に加越能バスに社名変更した。
現在の本社ビルは1965年11月17日に着工し、1966年11月28日に竣工した鉄筋造地下1階、地上5階、塔屋3階建て、延床面積8,257m2の建築物である。なお、竣工に先立ち同年11月25日に本社事務所を同ビルに移転している。
航空事業では、全日空富山地区総代理店として業務を受託、子会社の富山地鉄サービスで実際のハンドリングを行っている。
2000年代中期頃から新規納入された路線バス車両、軌道線車両およびワンマン改造が実施された鉄道車両の運賃表示器には北陸地方では初めて、視認性に優れた液晶ディスプレイに表示する方式が採用された。鉄道車両については後に撤去され、一般的なデジタル方式のものに換装されている。
2010年3月14日より、軌道線にIC乗車カード「ecomyca（えこまいか）」が導入され、同時に富山ライトレールの「passca（パスカ）」とも相互利用を開始した。なお同カードは2011年3月5日よりバス路線にも拡大導入され、2012年3月17日から、鉄道線でも利用可能になった。さらに、2021年10月10日よりICOCAを始めとする全国相互利用交通系ICカードも軌道線に限り利用可能となった（片利用扱いのためecomycaおよびpasscaは引き続きICOCAエリアなどでは利用不可）。
2019年2月9日より富山軌道線の各停留場 に、翌3月16日より鉄道線の各駅にナンバリングを導入した。各路線ごとに色分けし、軌道線はC01から、鉄道線はT01から始まる番号を振り分ける。
2020年2月22日には、同年3月21日に予定されている富山駅南北接続事業完成に先立って、かつて富山地方鉄道の富岩線であった富山港線を運営する富山ライトレールを吸収合併した。
2023年（令和5年）4月11日、保線作業をしていた男性社員が列車と接触し、死亡する事故が発生した。これを受け、北陸信越運輸局は4月17日、富山地方鉄道に保安監査に入った。同年5月26日、辻川徹社長の引責辞任が発表された。2025年（令和7年）5月2日、富山地方検察庁は現場責任者だった元社員を業務上過失致死罪で在宅起訴した。
2025年5月、利用者の減少などで赤字が続く鉄道事業の維持管理を巡り、かかる費用負担について沿線自治体など行政からの補助が得られない場合は一部区間の廃止を明言した。その後、同年6月の取締役会で経営不振が著しい区間のうち、あいの風とやま鉄道と並行する本線の滑川駅 - 新魚津駅間と冬季のオフシーズン時には間引き運転を行っている立山線の岩峅寺駅 - 立山駅間について、行政から必要な支援を得られなければ、2026年11月限りで廃止する方針を決め、地元自治体に通告したことが明らかになった。

## 鉄・軌道事業

### 路線

路線図（2020年3月現在）

現有路線の総延長距離は2020年2月22日現在、108.3 km。富山地方鉄道発足時は100kmを超える路線網を持ち、1965年には日本全国の地方中小私鉄2位の規模である総延長139km（鉄道128.3 km、軌道10.7 km）の営業キロ数を有していた ものの、その後は路線の譲渡や廃止により100kmを下回っていた。2009年12月23日に富山軌道線を環状線化する0.9kmの新線（富山都心線）が開業し、再び保有路線が100kmを超えた。

#### 現有路線

##### 鉄道線

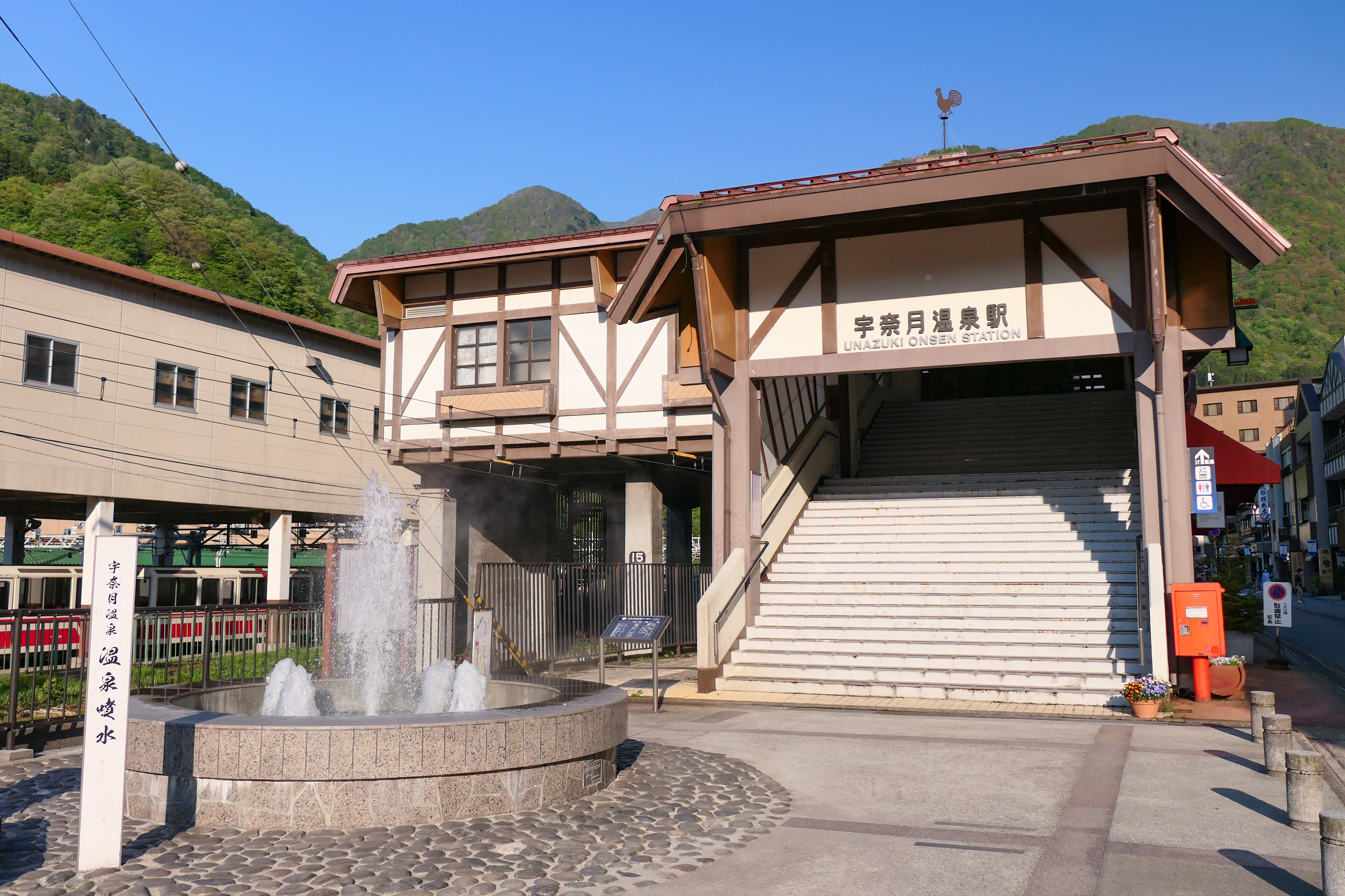
宇奈月温泉駅

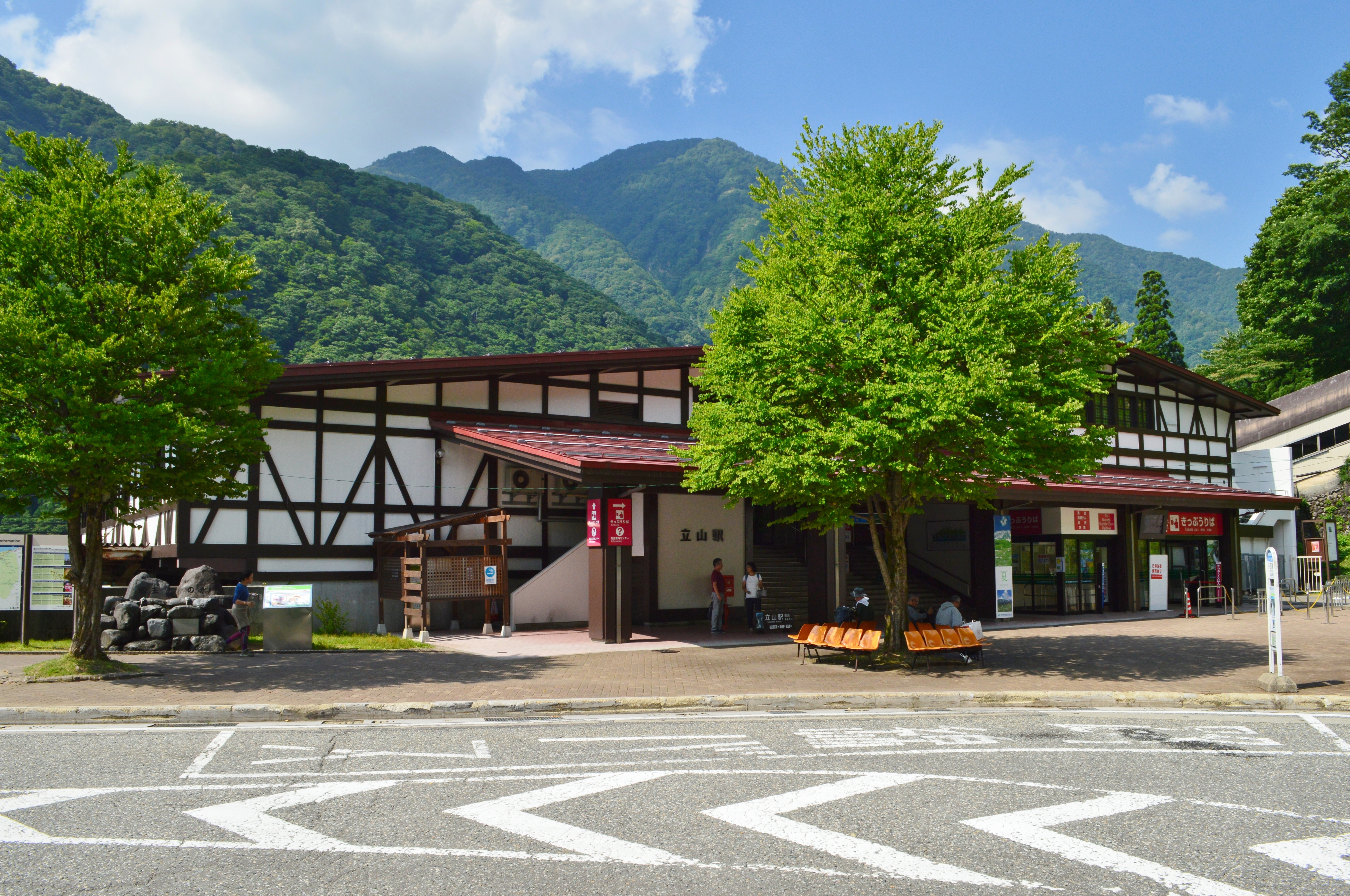
立山駅

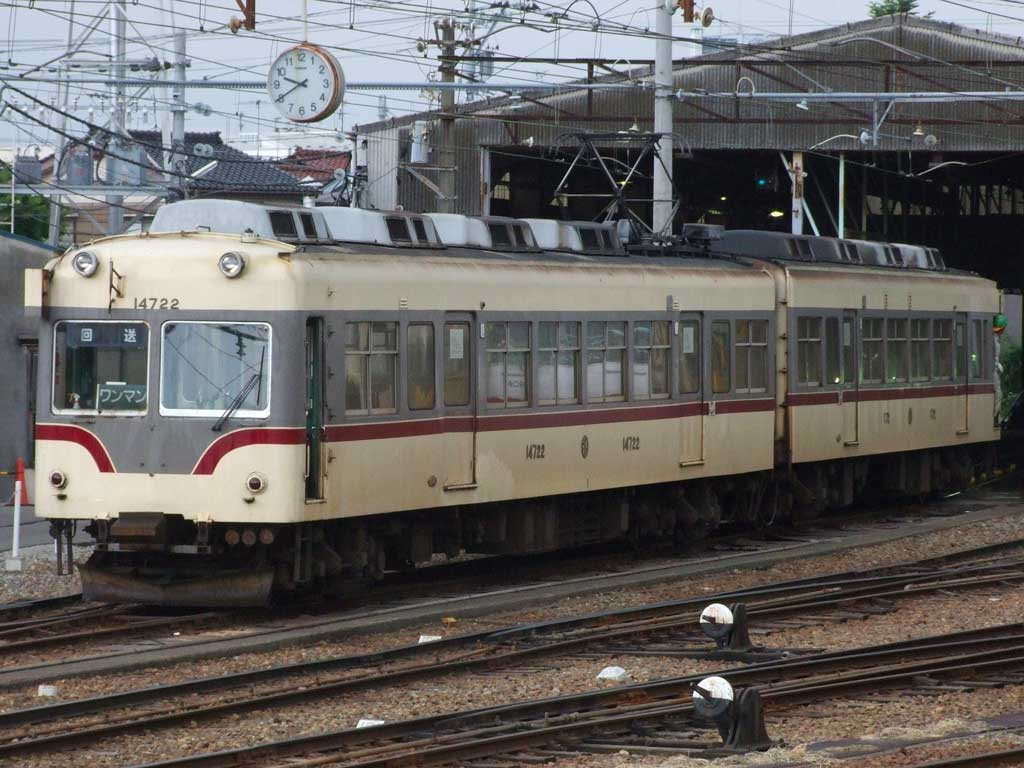
14720形

鉄道線は以下の路線からなる。詳細は各項目を参照。
- 本線 （電鉄富山駅 - 宇奈月温泉駅 53.3 km）
- 立山線 （寺田駅 - 立山駅 24.2 km）
- 不二越線 （稲荷町駅 - 南富山駅 3.3 km）
- 上滝線 （南富山駅 - 岩峅寺駅 12.4 km）
- 富山港線 （奥田中学校前駅 - 岩瀬浜駅 6.5 km）

富山港線は富岩鉄道 - 富山電気鉄道富岩線 - 富山地方鉄道富岩線 - 鉄道省富山港線 - 国鉄富山港線 - JR西日本富山港線 - 富山ライトレール富山港線 - 富山地方鉄道富山港線と幾度も経営母体が変わり、国有化された路線が自社路線に戻るという歴史を辿っている。詳細は富岩鉄道の概要および富山港線の歴史を参照。
富山港線以外の鉄道線の運転系統は、おおむね以下のようになっている。富山港線は後述する軌道線との直通運転を行っており、路面電車型の車両によって運行されている（軌道線区間を含む総距離は7.6 km）。
- 本線
  - 電鉄富山駅 - 宇奈月温泉駅
  - 電鉄富山駅 - 上市駅
- 立山線
  - 電鉄富山駅 - 寺田駅 - 立山駅
  - 電鉄富山駅 - 寺田駅 - 岩峅寺駅
- 不二越・上滝線
  - 電鉄富山駅 - 稲荷町駅 - 南富山駅 - 岩峅寺駅

2010年度の各路線の輸送密度は以下のとおり。
- 本線 2,217人
- 立山線 729人
- 不二越・上滝線 968人

本線と不二越・上滝線によって形成される環状線区間では、迂回乗車をした場合は乗車駅と降車駅の最短距離で運賃を計算する。

##### 軌道線
運転系統によって「市内電車」または「環状線」と呼称される。また、(*)を付けた線区は富山市が軌道整備事業者として線路を保有している。
- 富山軌道線（富山市内軌道線） 7.5 km
  - 本線（南富山駅前停留場 - 電鉄富山駅・エスタ前停留場 3.6 km）
  - 支線（電鉄富山駅・エスタ前停留場 - 丸の内停留場 1.0 km）
  - 安野屋線（丸の内停留場 - 安野屋停留場 0.6 km）
  - 呉羽線（安野屋停留場 - 富山大学前停留場 1.2 km）
  - 富山都心線(*)（丸の内停留場 - 西町停留場 0.9 km）環状線の一部であり、一方通行の単線。
  - 富山駅南北接続線(*)（支線接続点 - 富山駅停留場 0.2 km）
- 富山港線(*)（富山駅停留場 - 奥田中学校前駅 1.2 km）

富山ライトレール合併前の2020年1月時点および合併後の2021年1月時点では0時過ぎまで電車が運行されていたが、その後終電が繰り上がり、2022年1月時点では23時台で電車の運行が終了している。

#### 譲渡・廃止路線
加越能鉄道への譲渡路線が多くあるが、一度にまとめてではなく、徐々に譲渡されている。
鉄道線
- 石田線 - 1940年廃止。
- 上市支線 - 1943年廃止。
- 富岩線 - 1943年に鉄道省へ譲渡（戦時買収）され富山港線となり、その後国鉄、JR西日本、富山ライトレールを経て2020年2月より富山地方鉄道の路線に復帰。なお、現在の富山港線のうち旧富岩線区間を引き継いでいるのは奥田中学校前 - 岩瀬浜間のみであり、それ以外の区間は2006年までに廃止されている。
- 加越線 - 1950年に加越能鉄道へ譲渡（1972年廃止）。
- 射水線 - 1966年に新湊（現・六渡寺） - 越ノ潟間を加越能鉄道へ譲渡（2002年から万葉線）。残区間は1980年廃止。
- 黒部支線 - 1969年廃止。
- 笹津線 - 1975年廃止。

軌道線
- 宮下線 - 1964年廃止。
- 東部線 - 1984年廃止。
- 山室線 - 1984年廃止。
- 高岡軌道線 - 1959年に加越能鉄道へ譲渡（2002年から万葉線）。
- 伏木線 - 1959年に加越能鉄道へ譲渡（1971年廃止）。

#### 未成線
- 海岸線（富山 - 東岩瀬 - 中滑川）
- 速星線（新富山 - 速星）
- 大岩線（上市 - 大岩）
- 砺波線（稲荷町 - 津沢）[29]
- 桜町 - 岩瀬浜[30]
- 藪波 - 金沢[30]
- 富山北口 - 富山駅[30]

### 施設・設備

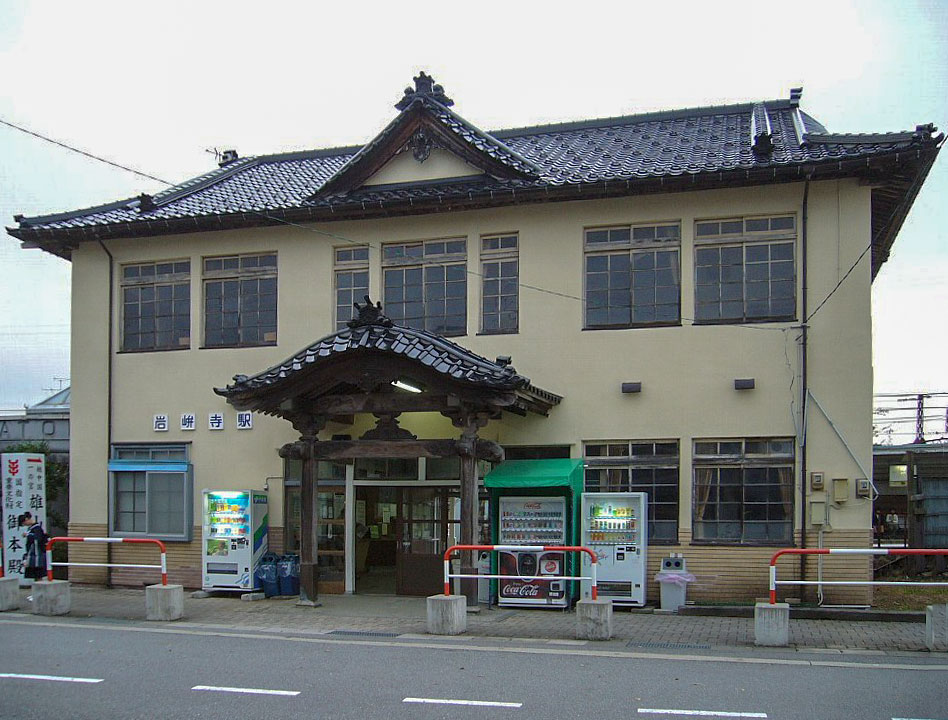
岩峅寺駅

鉄道線には大正時代から昭和時代初期に建てられたモダンな木造駅舎が多く現存しており、岩峅寺駅は映画のロケに使用された。
1971年1月1日に当時の日本では珍しかった定期券用の自動改札機を電鉄富山駅に導入していたが、経済性に乏しく修理保守に問題があることから1981年4月に撤去された。2012年3月17日に同社発行のICカード「ecomyca」が鉄道線で供用開始したことに伴い、有人駅である電鉄富山、稲荷町、東新庄、越中荏原、越中舟橋、寺田、上市、中滑川、電鉄魚津、新魚津、電鉄黒部、宇奈月温泉、五百石、岩峅寺、立山、南富山、上滝の17駅にICカード専用の改札機が導入された。機能はあいの風とやま鉄道などに導入されている簡易IC改札機と同一であるが、形状は自動改札機から扉を取り除いたものにやや近い。なお、無人駅および前述の有人17駅でも無人時間帯においては車内のICリーダーでの精算となる。新黒部駅は一部時間帯にアテンダントが駐在するものの、公式には無人駅扱いのため改札機は設置されていない。
2008年9月に同社本線中加積駅で、同駅を出発直後の列車が脱線する事故が発生。事故原因について、運輸安全委員会は翌2009年4月24日に、同駅構内の線路の枕木が腐ったまま放置され、また、犬釘が折れたまま放置していたためなどとして、同社の保守管理の杜撰さを指摘した。

### 列車

#### 一般列車（普通・急行・快速急行）
運賃のみで乗れる一般列車の種別は「普通」「急行」「快速急行」の3種ある。ただし急行や快速急行の運行本数は少ない。速達列車・長距離需要の主力は後述の要料金の特急が担っていた。
急行は本線系統の一部時間帯に運行されており、快速急行は立山線系統で電鉄富山駅発立山駅行きの列車が早朝に1本運転される。
不二越・上滝線は普通列車のみ運転されている。

#### 特急列車
特急列車は2022年4月15日のダイヤ改正で全て設定がなくなったが、2023年4月15日のダイヤ改正で1年ぶりに特急の運転が復活した。
以下の列車が設定されている。詳しくは各路線・各列車記事を参照。
- 本線
  - 「くろべ」：電鉄黒部駅 - 宇奈月温泉駅間
- 立山線
  - 「立山」：電鉄富山駅 - 立山駅間（季節運転）
- 本線・立山線直通
  - 「アルペン特急」：宇奈月温泉駅 - 寺田駅 - 立山駅間（4月15日 - 11月30日運転）

宇奈月温泉、黒部峡谷鉄道本線、立山黒部アルペンルートといった沿線観光地へのアクセス需要の主力は特急列車が担っている。乗車には乗車券の他に特急券が必要となるが、最遠210円（指定席料金含まず）と安く、企画乗車券の中には特急料金が含まれているものもあり、他社でいう快速列車の役割も併せ持っている。本線の特急については、2023年度まで全線通しの特急「うなづき」もあったが、翌2024年度以降は区間便の「くろべ」のみとして、北陸新幹線との連携に徹している。
それぞれ運行本数は少ないが、観光旅程に適した時間帯に絞って運行されており、「アルペン特急」に至ってはアルペンルートと温泉を二度の方向転換を行ってまで直通させることによって観光回遊性を創出するとともに自社線利用を伸ばす設定となっている。
国鉄時代（1970年 - 1983年）には大阪駅発の急行「立山」や名古屋（名鉄名古屋駅）方面からの特急「北アルプス」などが国鉄富山駅から地鉄線に乗り入れていた。JRとなってからも（1990年 - 1999年）大阪方面から特急「スーパー雷鳥」や「サンダーバード」などが、JR富山駅から地鉄線に乗り入れていた。

### 車両
富山地方鉄道の車両形式番号は鉄道線の電動車（モハ）の場合、5桁のうち上3桁が電動機出力をHP（英馬力）で表示し、下2桁が形式番号を表示するという他社では見られない独特の付番方法が採られている（「鉄道の車両番号」も参照）。このため、電動機を持たない制御車（クハ）および付随車（サハ）は形式番号のみとなり電動車とは車号の桁数が大きく異なっている。百位の数字は制御車が1、付随車が2となっている。なお、軌道線の車両では電動車の形式記号は「デ」、4桁のうち上2桁が電動機出力になっている。電動車の「モハ」と「デ」の区別は、元々は鉄道線・軌道線でなく架線電圧1500V用をモハ、600V用をデとしたものである。岩峅寺 - 立山間・電鉄黒部 - 宇奈月温泉間の長い急勾配区間での電動機の負担を軽減させるため、ほとんどの編成がオール電動車となっている。
10030形などの車両は黄と緑のツートンカラーに塗装されており「かぼちゃ電車」の愛称がある（ただし一部編成は車両譲渡前のカラーに復元されている）。また、白を基調とした雷鳥カラーに塗装されている一部車両には「だいこん電車」の愛称がある。

#### 現有車両
以下は、特記ないものはすべて電車である。

##### 鉄道線
- 20020形（元西武10000系） - 「キャニオンエキスプレス」。
- 17480形（元東急8590系）
- 16010形（元西武5000系） - 一部は「アルプスエキスプレス」。
- 10030形（元京阪3000系） - 一部は「ダブルデッカーエキスプレス」。
- 14760形
- クハ175形
- デキ12020形 - 入替・工事用電気機関車。
- DL形 - 除雪用ディーゼル機関車。国鉄のラッセル式除雪モーターカーTMC100BSと同形機。
- DL10形 - 除雪用ディーゼル機関車。小型でロータリー/ラッセル兼用タイプの機関車。
- DL13形 - 除雪用ディーゼル機関車。国鉄のロータリー/ラッセル式除雪モーターカーMCR-4Aと同形機。
- ホキ80形 - 保線用貨車（ホッパ車）。

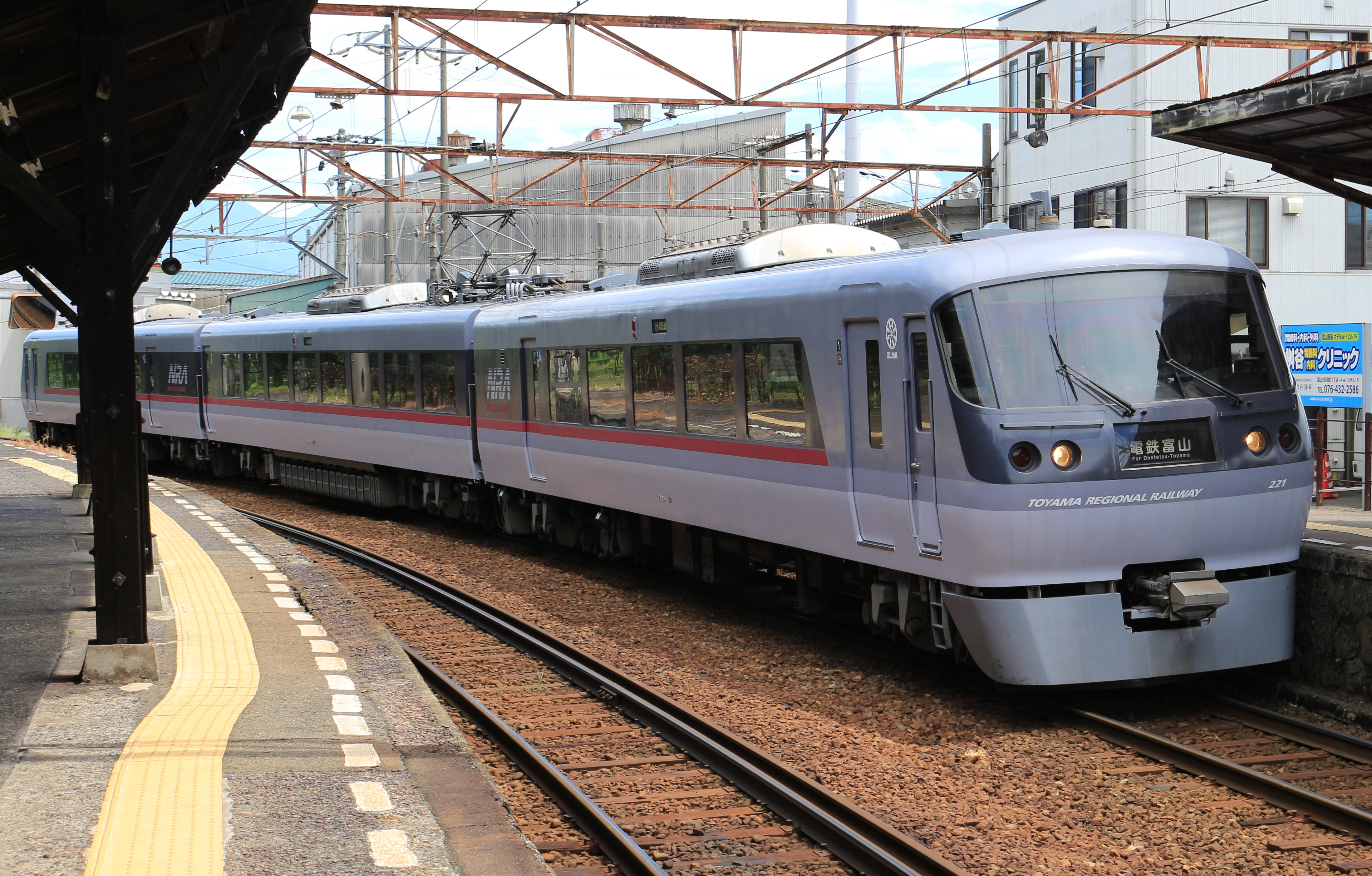
20020形（キャニオンエキスプレス）
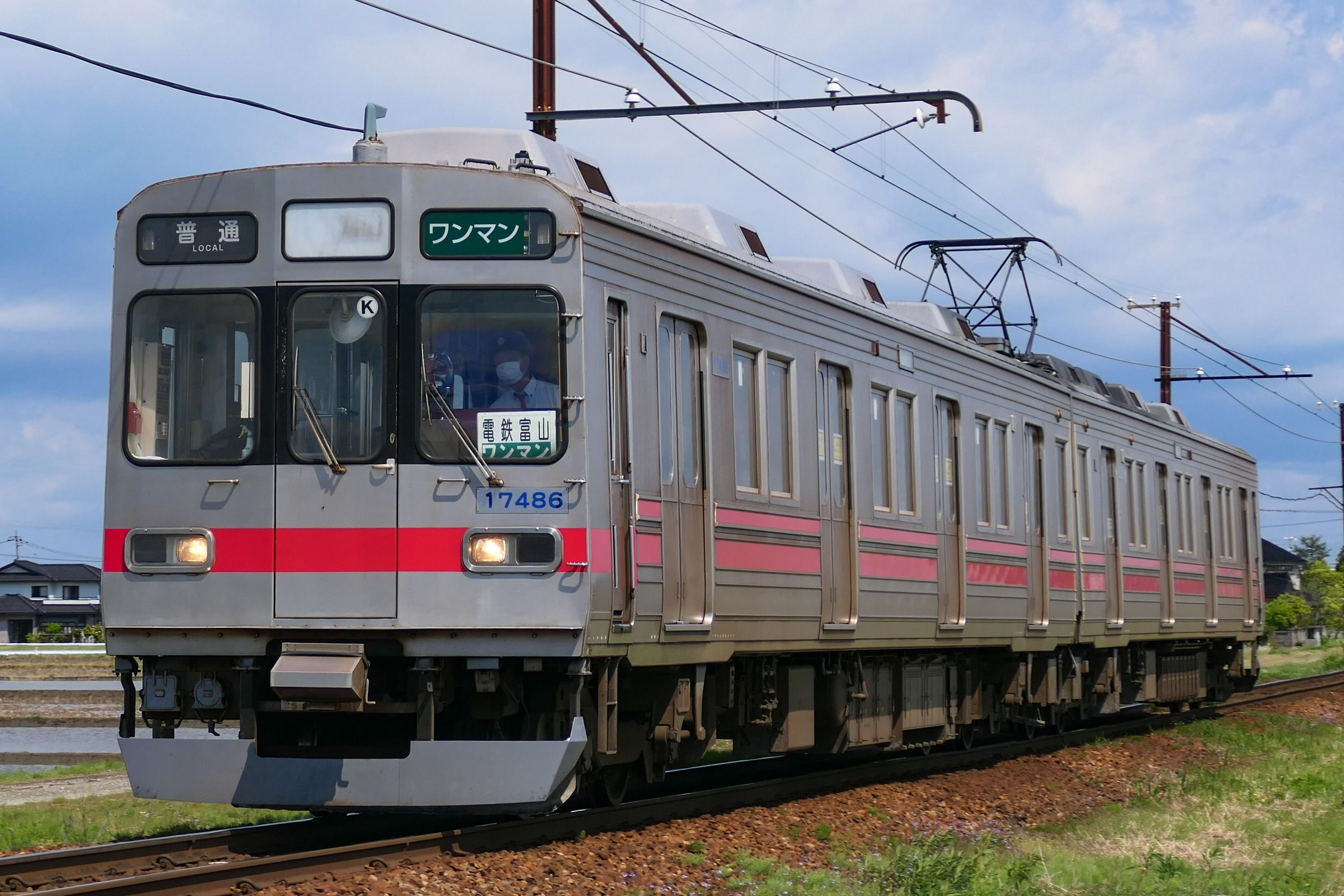
17480形
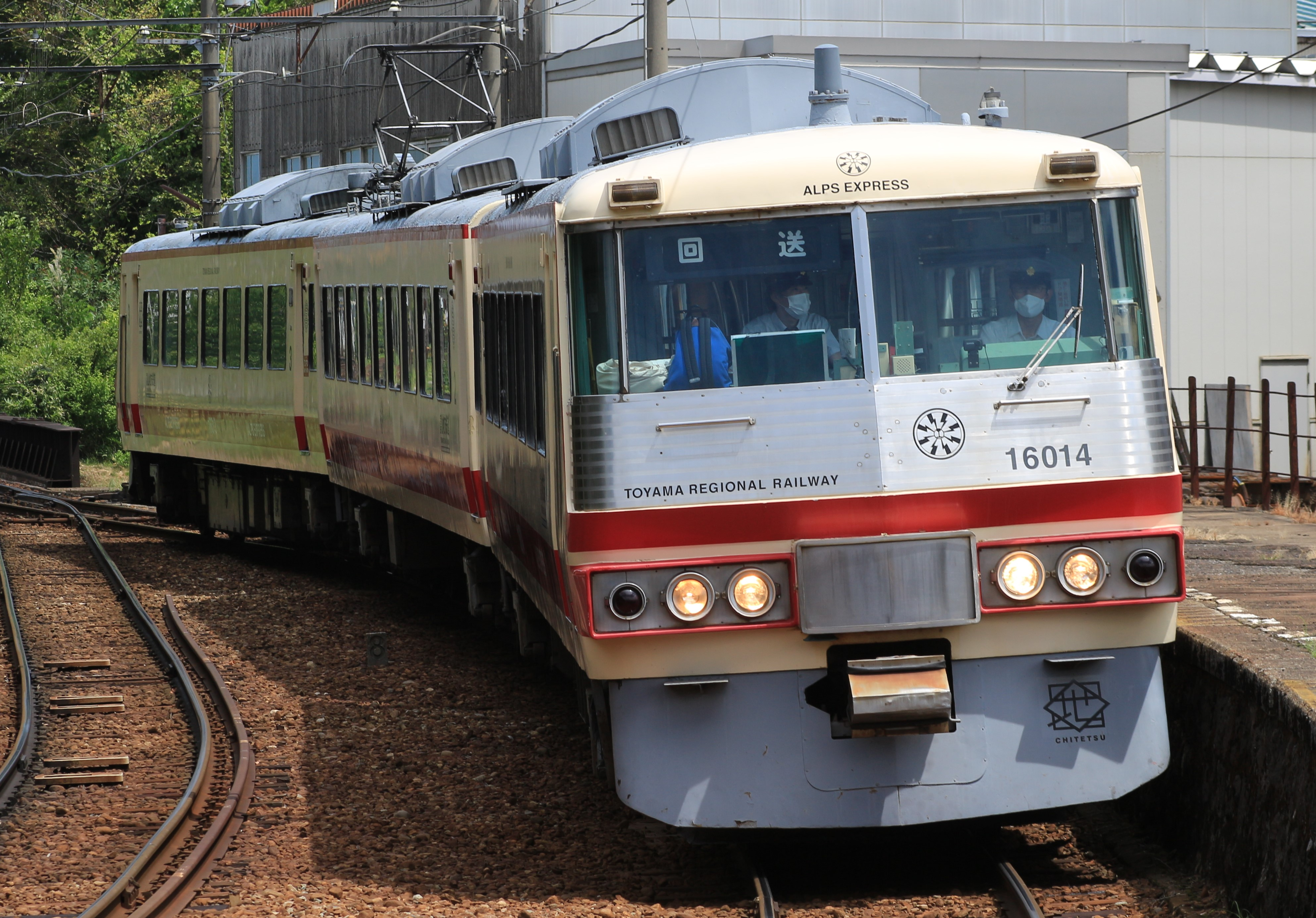
16010形（アルプスエキスプレス）
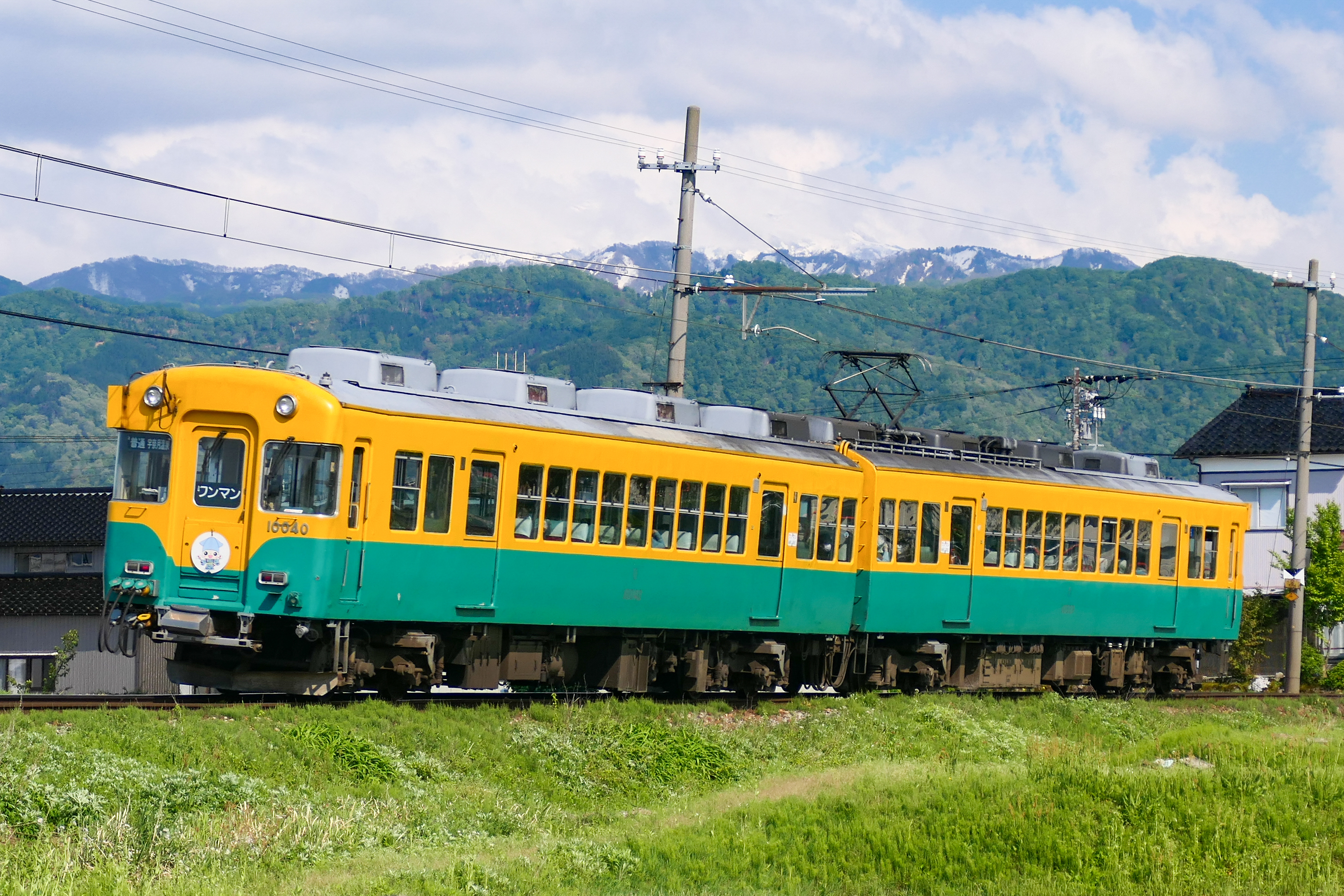
10030形
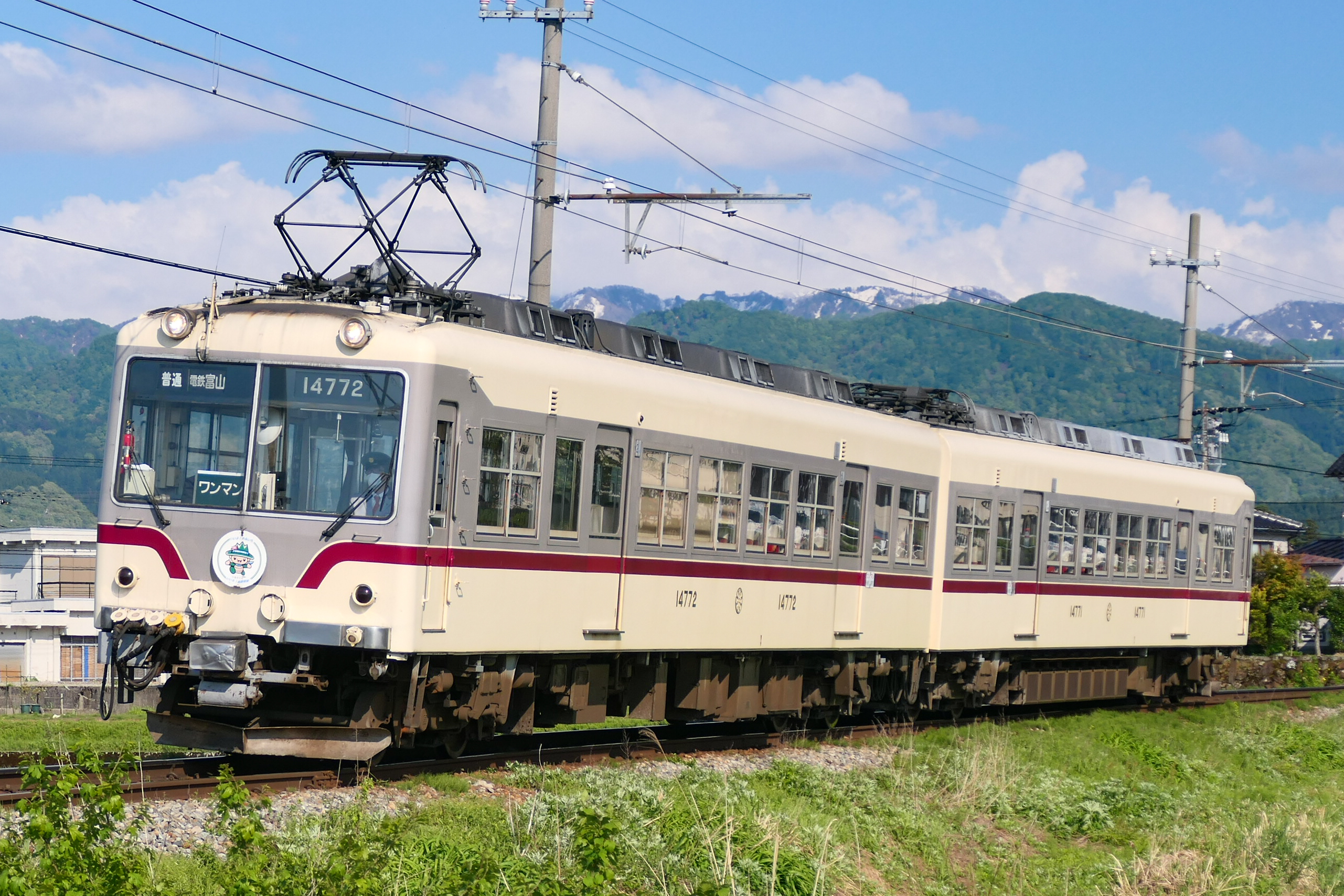
14760形
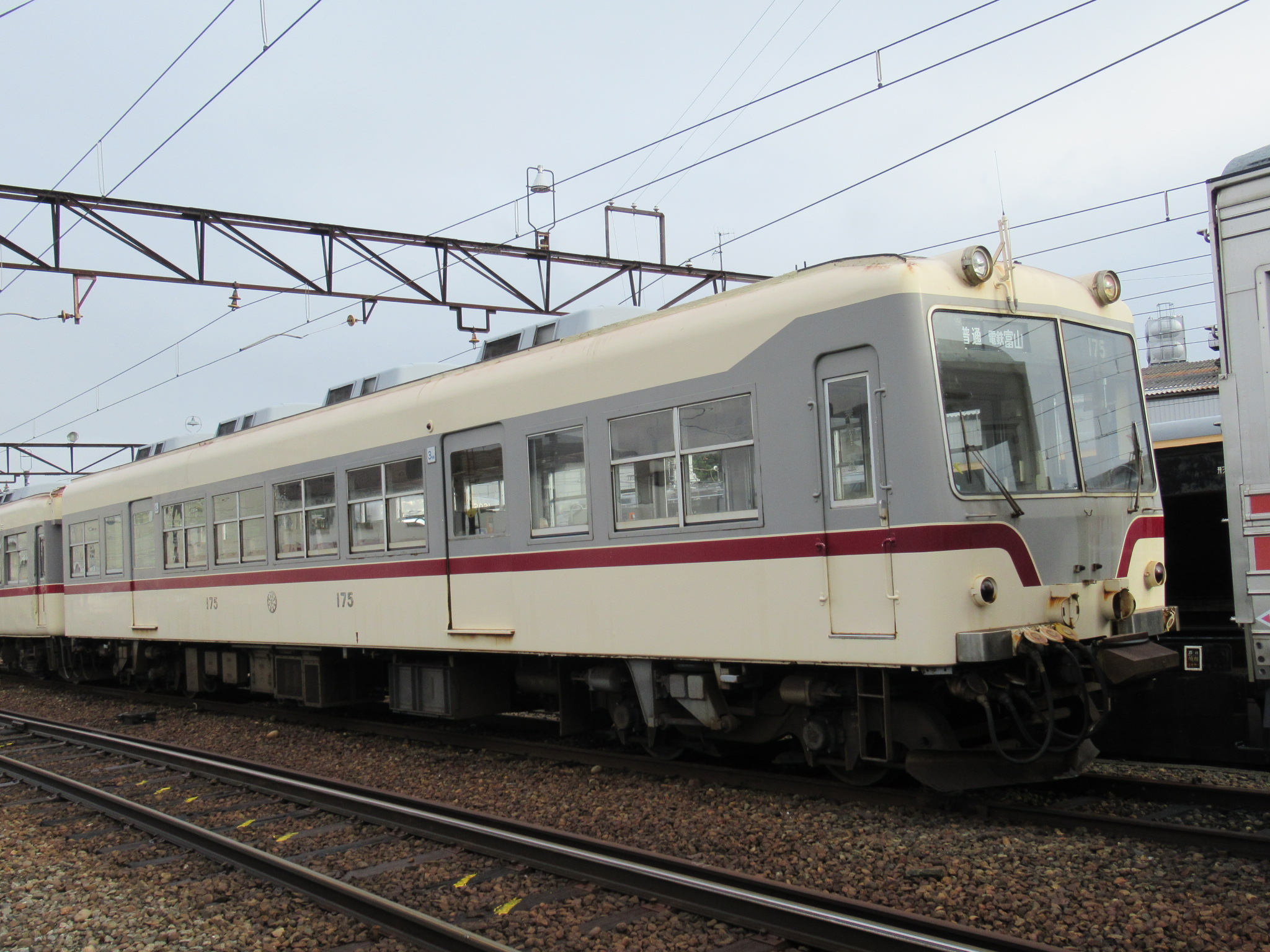
クハ175形
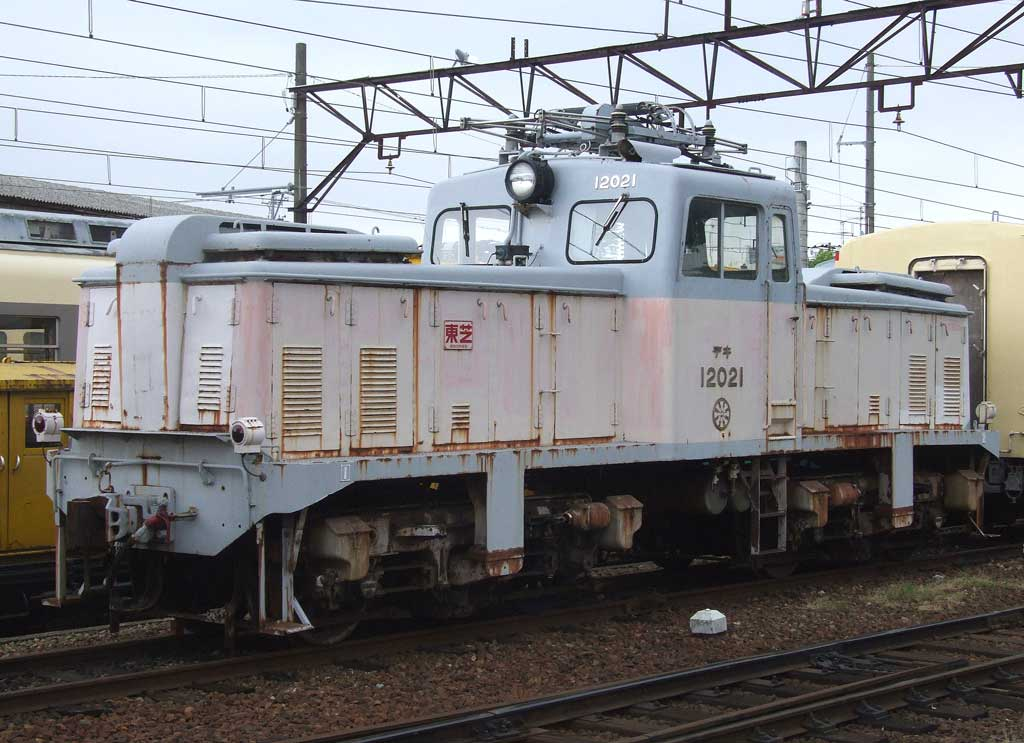
デキ12020形

##### 軌道線・富山港線
- 7000形 - 富山港線乗り入れ不可。
- 8000形 - 富山港線乗り入れ不可。
- 9000形（セントラム）
- T100形（サントラム）
- 0600形（ポートラム） - 富山ライトレールから継承。

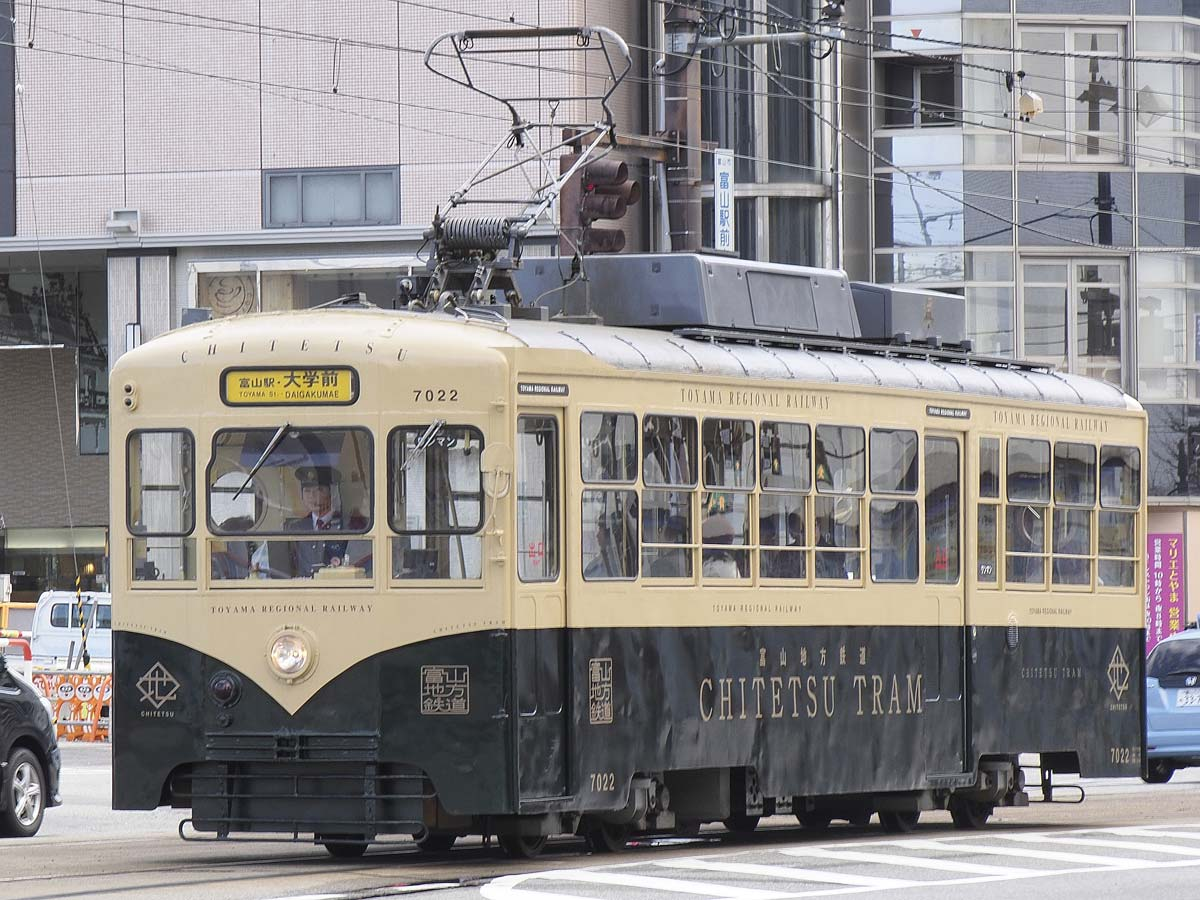
7000形（レトロ電車）
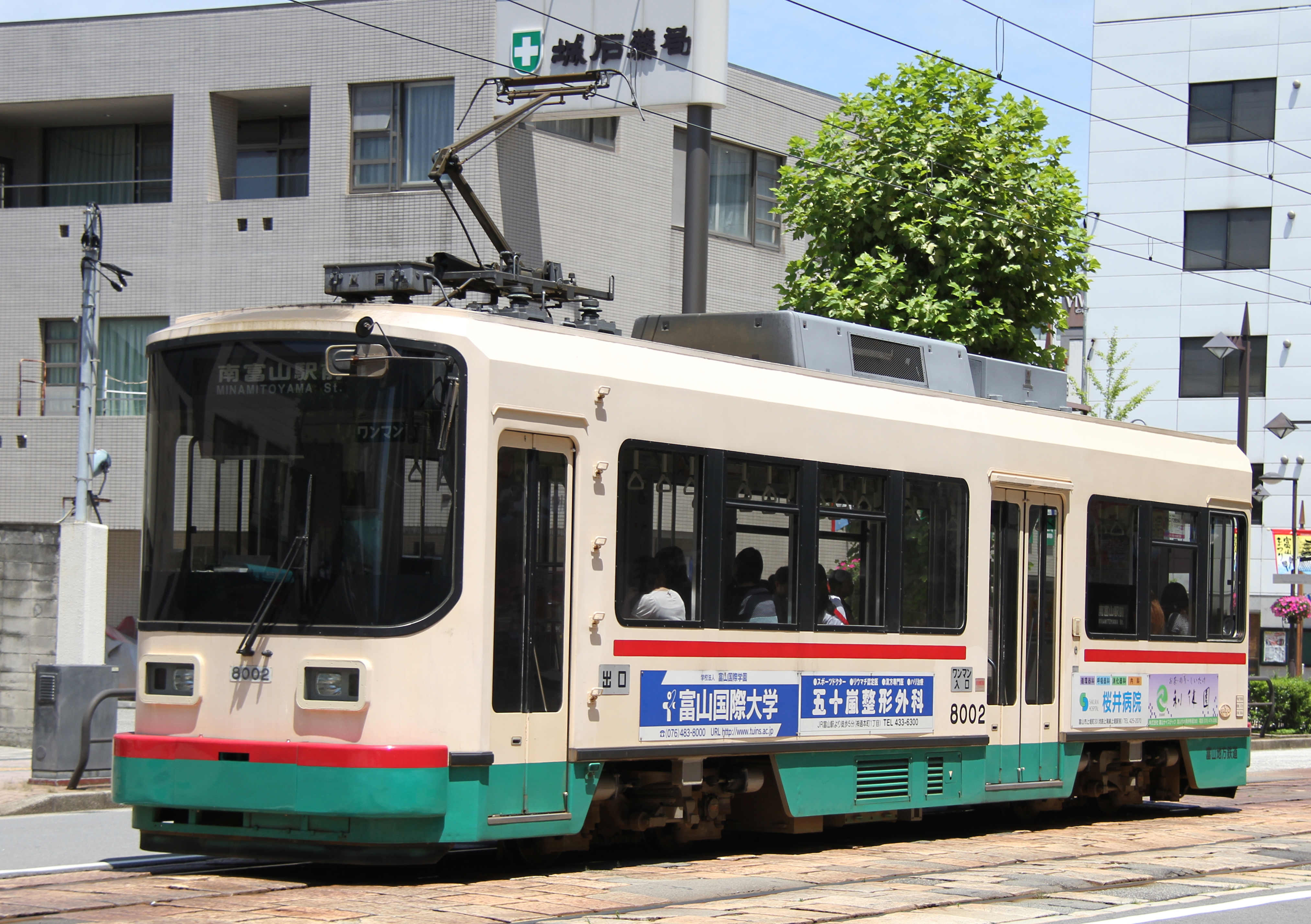
8000形
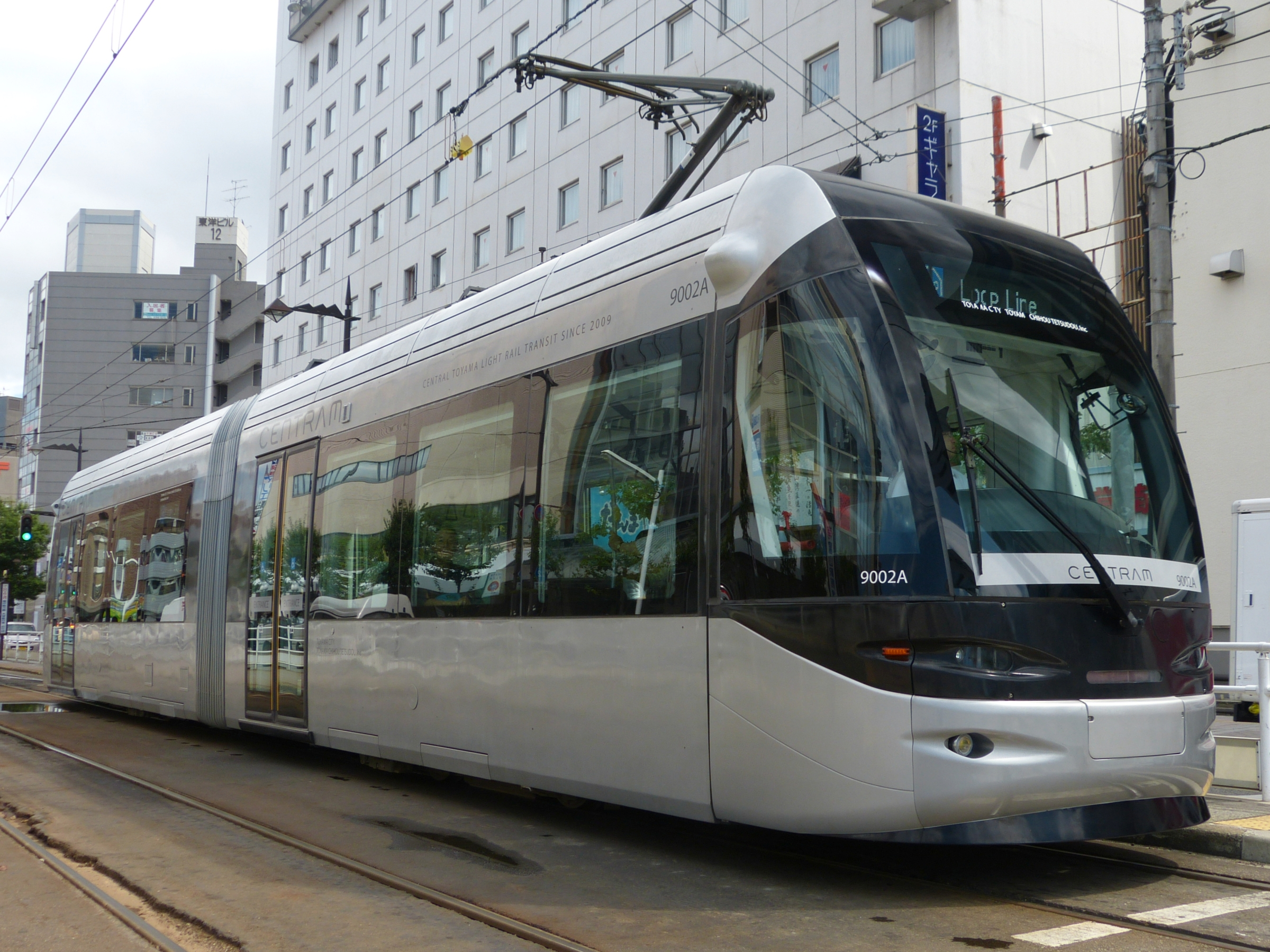
9000形
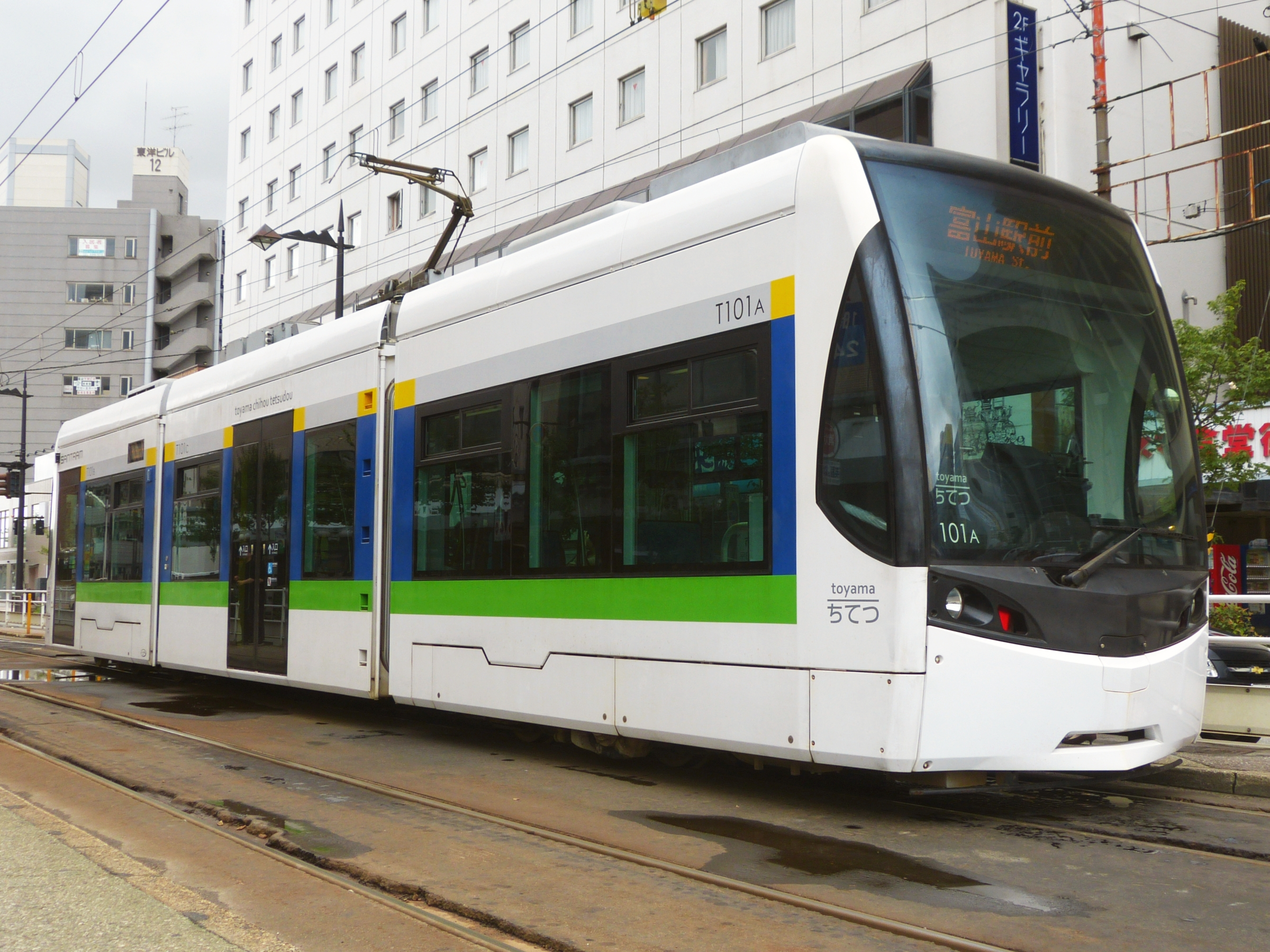
T100形
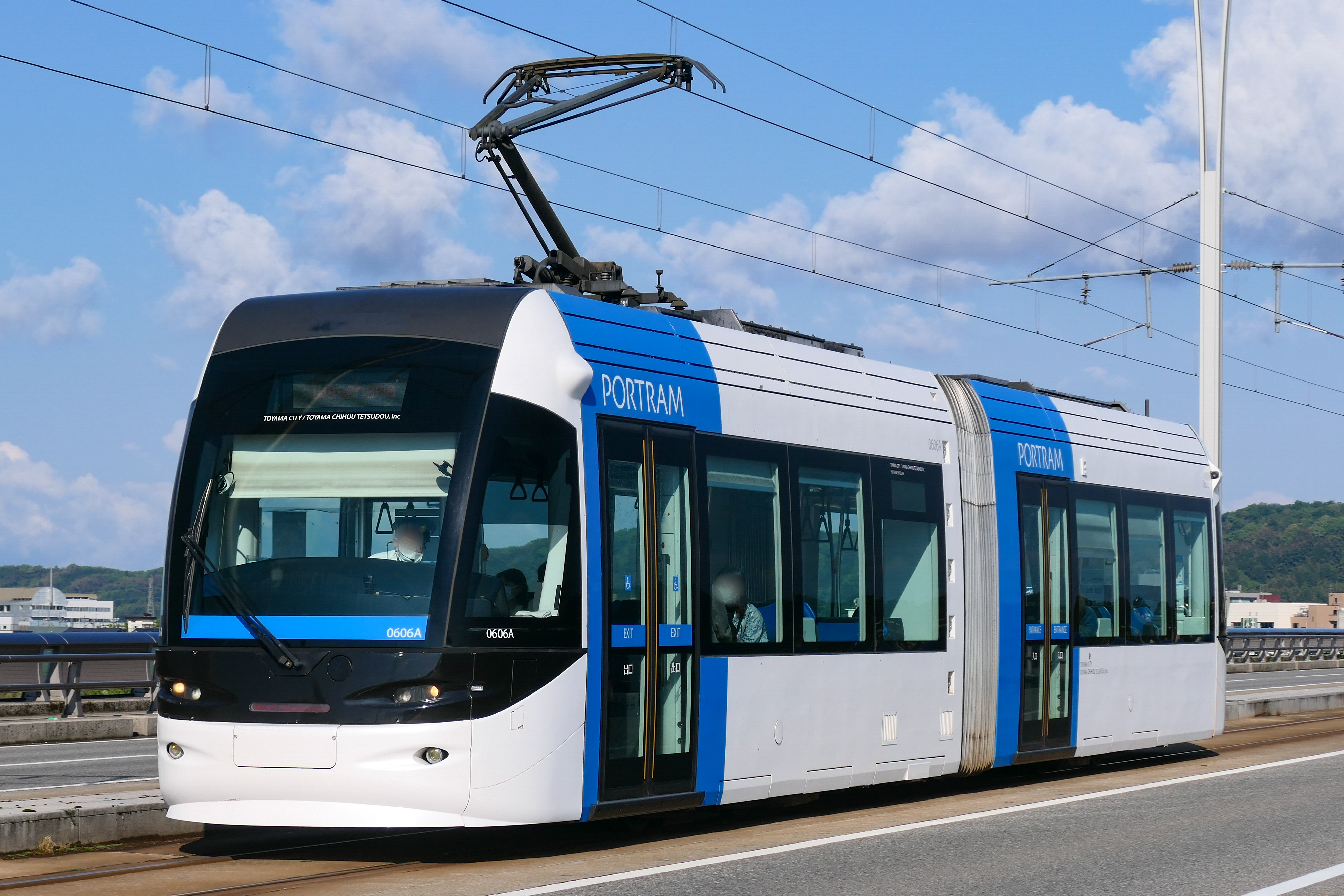
0600形

#### 過去の保有車両
以下は、「デキ」と付くものは電気機関車、他は電車である。

##### 鉄道線
- 14710形
- 14750形
- 14790形（登場当時は14770形）
- 14780形
- 10020形
- 14720形
- デキ6500形・デキ8100形
- デキ8000形
- デキ14730形
- デキ19040形
- モハ7540形・モハ10040形（元富山電気鉄道モハ500形）
1936年（昭和11年）日本車輌製、18m級2扉の大型車。両運転台車で前面は緩くカーブした半流線形だった。モハ501・502は1949年（昭和24年）の一斉改番でモハ7540形モハ7541・7542となり、モハ503は1939年（昭和14年）にモーターを75kW×4に交換し出力を増強、1949年（昭和24年）の一斉改番でモハ10040形モハ10043となった。モハ7540形は1980年（昭和55年）に、モハ10040形は1981年（昭和56年）に廃車された。
- クハ1010形→モハ7510形
1948年（昭和23年）、日本鉄道自動車製で1形式1両。1949年（昭和24年）に電装されてモハ7510形となり、1969年（昭和44年）に廃車された。
- モハ7520形（元富山電気鉄道モハ200形）
1931年（昭和6年）、日本車輌製の15m級中型車でモハ201 - モハ203・モハ205・モハ206の5両（モハ204は欠番）があった。1969年（昭和44年）〜1971年（昭和46年）に廃車された。
- クハ120形（元富山電気鉄道モハ100形・モハニ110形・クハ1000形）
富山電気鉄道開業時からのグループで、モハ100形は12m級小型車。モハニ110形は荷物室合造車で1938年（昭和13年）に荷物室を撤去し電装解除、クハ109に改番した。富山電鉄系の車両でも小型の部類に入るが、これは区間列車向けを企図していた[要出典]ため。1957年（昭和32年）に車体を17m級に延長している。
- モハ7530形（元富山電気鉄道モハ210形・モハ220形）
1941年（昭和16年）、日本車輌製の16m級中型車。モハ210形とモハ220形で搭載する電動機が異なっていた。両運転台で片側の前面は貫通式、非貫通側の前面はごく緩い後退角を持つ3枚窓の平面だった。
- モニ6570形（元富山電気鉄道モハ300形・モニ310形）
元は光明電気鉄道が1928年の開業時に製造した16m級木造車で、同社の経営破綻で1935〜36年に富山電気鉄道に売却されたものがそのまま合併後の富山地方鉄道に引き継がれた。モハ2両、モニ1両があったが、1949年（昭和24年）に富山市の日本海ドックで簡易鋼体化改造されて全車に荷物室が設置され、以降はモニ6570形と総称された。機関車代用や荷物電車として使用され、1969年（昭和44年）に廃車された。なお、この荷物室と客室の仕切りは着脱自在で、荷物室部分には折り畳み収納の可能なロングシートの座席と網棚が設けられており、客室としても使えるようになっていた。
- モハ10050形（元富山県営鉄道デニハ5形・デハ6形） 
富山県営鉄道が発注し、1937年（昭和12年）に運用を開始したクロスシート車、汽車会社製のデニハ5形、日本車輛製のデハ6形[39] で、1949年（昭和24年）の一斉改番で10050形モハ10055・10056となった。共に17m級車でモハ10055が3扉、モハ10056が2扉だった。後にロングシート化されており、1980年（昭和55年）に廃車された。
- モハ8060形（元富山県営鉄道デニハ4形）
1927年（昭和2年）、日立製作所製。一段下降窓で窓位置が高く、合併に参加した鉄道からの引き継ぎ車で最も古典的なスタイルだった。
- モハ8020形・クハ110形（元富山県営鉄道デハ1形）
1927年（昭和2年）、日本車輌製。
- モハ8040形・モハ13140形（元黒部鉄道デ31形）
1916年（大正5年）製の木造車を1951年（昭和26年）に鋼体化改造した車両。重厚なスタイルで、立山線で使用された。
- モハ12510形（元黒部鉄道デ51形）
1937年（昭和12年）川崎車輌製の両運転台車で2両あった。運転台の車掌台側のスペースを車掌が扱う荷物置き場にしており、このため車掌台側の乗務員扉は幅800mmと大きく取られていた。1980年（昭和55年）に廃車された。
- クハ90形
1962年（昭和37年）富士重工業製の制御車で2両あった。国鉄72系電車の近代化改造車に似たノーシルノーヘッダーで切妻前面3枚窓のスタイル、戸袋窓なしの両開き3扉構造が特徴。台車は近鉄名古屋線の1435mm改軌（1959年）で発生した中古品の日本車輛D16。戦前製手動加速制御電動車と組んでのラッシュ時増結用に用いられたが、元名鉄の14710形の大量導入で在来型電動車の廃車が進んだため運用しにくくなり、車齢9年で1971年（昭和46年）に廃車された。
- クハ100形（元越中鉄道デハ100形）
1930年（昭和5年）、日本車輌製。射水線の前身・越中鉄道からの引き継ぎ車で2両あった。射水線の低床化で本線に転属、1951年（昭和26年）に電装解除、1963年（昭和38年）に片運化され、1968年（昭和43年）に廃車された。
- クハ130形（元越中鉄道デハ1形）
越中鉄道からの引き継ぎ車で2両あった（軌道線の項目も参照）。1923年（大正12年）日本車輌製の木造ボギー電車で、後に鋼体化された。
- クハ140形（登場当時はハフ11形）
1944年（昭和19年）、新潟鉄工所製で2両あった。元は工場の工員輸送用の客車で1946年（昭和21年）に購入、制御車化した。国鉄モハ63系に似た切妻前面3枚窓で前面幕板部にヘッドライトをつけており、ノーシルノーヘッダーのスタイルが特徴。台車はクハ145がTR23系、クハ146がTR10系と2両で異なっていた。
- クハ150形（2代目・元富岩鉄道セミボ30形）
元は富岩鉄道開業時に用意された木造の2軸車2両（モハ10形10・11、元名古屋鉄道）。富岩線の戦時買収の際も富山地方鉄道に残留した。この2両を接合して富岩線用半鋼製ボギー車へ改造する工事が日本鉄道自動車で行われセミボ30形となり、1944年の合併で富山地方鉄道モハ30形モハ30へ改称、その後電装解除・制御車化されクハ150形クハ151となった。
- クハ160形
1948年（昭和23年）に射水線用モハ1201・クハ1301として登場、射水線の低床化で本線に転属。1949年（昭和24年）の一斉改番でモハ1201→デハ12053、クハ1301→クハ151（初代）に改番、さらにデハ12053は1951年（昭和26年）に電装解除されてクハ151ともどもクハ161・162（2代目・初代は14750形の制御車）に改番した。1956年（昭和31年）に片運化や制御装置などの換装を行って14750形専属の増結用車両となり、1980年（昭和55年）に廃車された。

- 14720形

##### 軌道線
- 3530形 - 末期は事業用車として使用されていた。
- デ5000形
- デ5010形 - 射水線・笹津線用（市内線にも乗り入れ実績あり）
- ボ1形
富岩線の戦時買収で一旦鉄道省所属となった後、1948年（昭和23年）に富山地方鉄道に譲渡され、後に除雪用に転用された。
- デハ1形
越中鉄道からの引き継ぎ車でデハ1 - 3・5（4は欠番）の4両があり、上記のボ1形に酷似したスタイル。木造車だったが後に鋼体化され、デハ1→デハ7511、デハ2・5→クハ131・132（車体延長）、デハ3→モハ9401となった。
- デ3510形・デ2510形
3530形とほぼ同様のスタイルの戦災復旧車で、電動機の出力の違いで区分されていた。1947年（昭和22年）から1949年（昭和24年）にかけて製造された半鋼製車でドア間窓が7枚と3530形よりも1枚多く、側面の腰板は木板の短冊張りだった。

#### 車両数の変遷
| 年         | 14790形 | モハ14780形 クハ180形 | 14760形 | 14750形 | 14720形 | モハ14710形 クハ10形 | 10020形 | クハ170形 | 10030形 | 16010形 | 17480形 | 計（冷房車） |
| ---------- | ------- | --------------------- | ------- | ------- | ------- | -------------------- | ------- | --------- | ------- | ------- | ------- | ------------ |
| 1982- 1986 | 2       | 6                     | 14      | 4       | 2       | 14                   | 6       | 5         |         |         |         | 53(15)       |
| 1987       | 2       | 6                     | 14      | 4       | 2       | 14                   | 6       | 5         |         |         |         | 53(18)       |
| 1988       | 2       | 6                     | 14      | 4       | 2       | 14                   | 6       | 5         |         |         |         | 53(21)       |
| 1989       | 2       | 6                     | 14      | 4       | 2       | 14                   | 6       | 5         |         |         |         | 53(25)       |
| 1990       | 2       | 6                     | 14      | 4       | 2       | 14                   | 6       | 5         |         |         |         | 53(25)       |
| 1991       | 2       | 6                     | 14      | 2       | 2       | 14                   | 6       | 5         | 2       |         |         | 53(27)       |
| 1992       | 2       | 6                     | 14      | 2       | 2       | 6                    | 6       | 5         | 12      |         |         | 55(40)       |
| 1993       | 2       | 6                     | 14      | 2       | 2       | 2                    | 6       | 5         | 14      |         |         | 53(45)       |
| 1994       | 2       | 6                     | 14      | 2       | 2       |                      | 6       | 5         | 16      |         |         | 53(47)       |
| 1995       | 2       | 6                     | 14      |         | 2       |                      | 6       | 5         | 16      |         |         | 51(47)       |
| 1996       | 1       | 6                     | 14      |         | 2       |                      | 6       | 5         | 16      | 3       |         | 53(50)       |
| 1997- 1999 |         | 2                     | 14      |         | 2       |                      | 6       | 5         | 16      | 6       |         | 51(51)       |
| 2000- 2004 |         |                       | 14      |         | 2       |                      | 6       | 5         | 16      | 6       |         | 49(49)       |
| 2005- 2010 |         |                       | 14      |         | 2       |                      | 4       | 5         | 16      | 6       |         | 47(47)       |
| 2011       |         |                       | 14      |         | 2       |                      | 4       | 5         | 16      | 5       |         | 46(46)       |
| 2016       |         |                       | 14      |         | 1       |                      | 2       | 1         | 17      | 5       | 4       | 44(44)       |

- 1982・83年は1月1日現在、84年以降は4月1日現在
- 『私鉄車両編成表』各年版、ジェー・アール・アール

### 運賃

#### 鉄道線
- 大人普通旅客運賃（小児半額・10円未満切り上げ）2019年10月1日改定[40]。
  - ICカード運賃（現金の1割引）はecomyca・passca利用のみに適用。ICOCA・Suicaなどの全国交通系ICカードは利用できない。

| キロ程    | 運賃（円） | 運賃（円） |
| キロ程    | 切符購入   | ICカード   |
| --------- | ---------- | ---------- |
| 初乗り3km | 210        | 190        |
| 4-6       | 320        | 290        |
| 7-9       | 420        | 380        |
| 10-12     | 530        | 480        |
| 13-15     | 640        | 580        |
| 16-18     | 740        | 670        |
| 19-21     | 840        | 760        |
| 22-24     | 940        | 850        |
| 25-27     | 1040       | 940        |
| 28-30     | 1130       | 1020       |
| 31-33     | 1230       | 1110       |
| 34-36     | 1330       | 1200       |
| 37-39     | 1430       | 1290       |
| 40-42     | 1520       | 1370       |
| 43-45     | 1610       | 1450       |
| 46-48     | 1700       | 1530       |
| 49-51     | 1780       | 1600       |
| 52-54     | 1880       | 1690       |
| 55-57     | 1930       | 1740       |
| 58-60     | 1980       | 1780       |
| 61-63     | 2040       | 1840       |
| 64-66     | 2090       | 1880       |
| 67-68     | 2140       | 1930       |
- 特定運賃
  - 本線を中心として通常より安価な特定区間運賃が多数設定されている。特定運賃区間内にある任意の2駅間を利用する場合で、乗降する区間の正規運賃が、計算上特定区間運賃より高くなった場合でも、特定区間運賃が採用される。

| 区間                          | 運賃（円） | 運賃（円） |
| 区間                          | 切符購入   | ICカード   |
| ----------------------------- | ---------- | ---------- |
| 電鉄富山駅-新宮川駅・五百石駅 | 610        | 550        |
| 電鉄富山駅-滑川駅             | 620        | 560        |
| 電鉄富山駅-早月加積駅         | 720        | 650        |
| 電鉄富山駅-新魚津駅           | 780        | 700        |
| 電鉄富山駅-経田駅             | 870        | 780        |
| 電鉄富山駅-電鉄黒部駅         | 920        | 830        |
| 電鉄富山駅-東三日市駅         | 980        | 880        |
| 電鉄富山駅-荻生駅             | 1050       | 950        |
| 電鉄富山駅-長屋駅             | 1130       | 1020       |
| 電鉄富山駅-舌山駅             | 1200       | 1080       |
| 電鉄富山駅-若栗駅             | 1280       | 1150       |
| 電鉄富山駅-栃屋駅             | 1360       | 1220       |
| 電鉄富山駅-浦山駅             | 1430       | 1290       |
| 電鉄富山駅-下立駅             | 1470       | 1320       |
| 電鉄富山駅-愛本駅             | 1560       | 1400       |
| 電鉄富山駅-内山駅             | 1660       | 1490       |
| 稲荷町駅-音沢駅               | 1700       | 1530       |
| 電鉄富山駅-音沢駅             | 1740       | 1570       |

#### 軌道線・富山港線
- 現金・全国交通系ICカード210円、ecomyca・passca190円の均一運賃（2024年4月15日 ecomyca・passcaの利用時の割引運賃改定[41]）。

## バス事業
富山県東部のほぼ全域で路線バスを運行するほか、貸切バス事業も行っている。なお、1965年当時の路線バスの営業キロ数は1128.4kmであった。

### 高速・特急バス

#### 富山 - 東京線

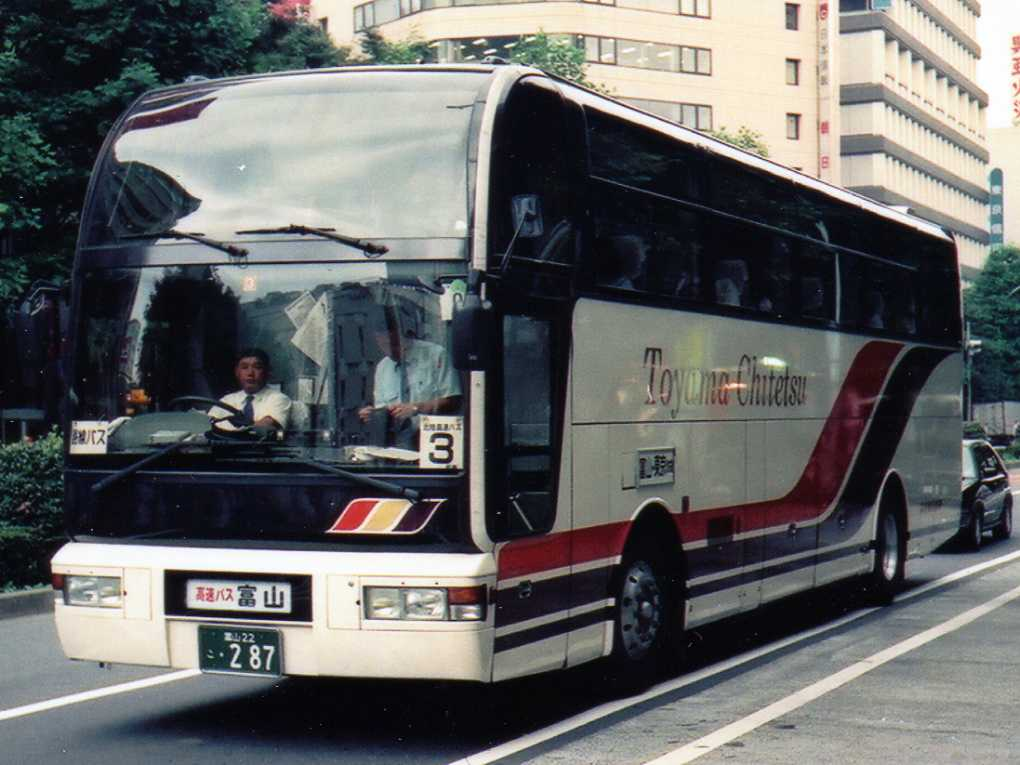
東京 - 富山線（富山地方鉄道）4列シート時代の車両

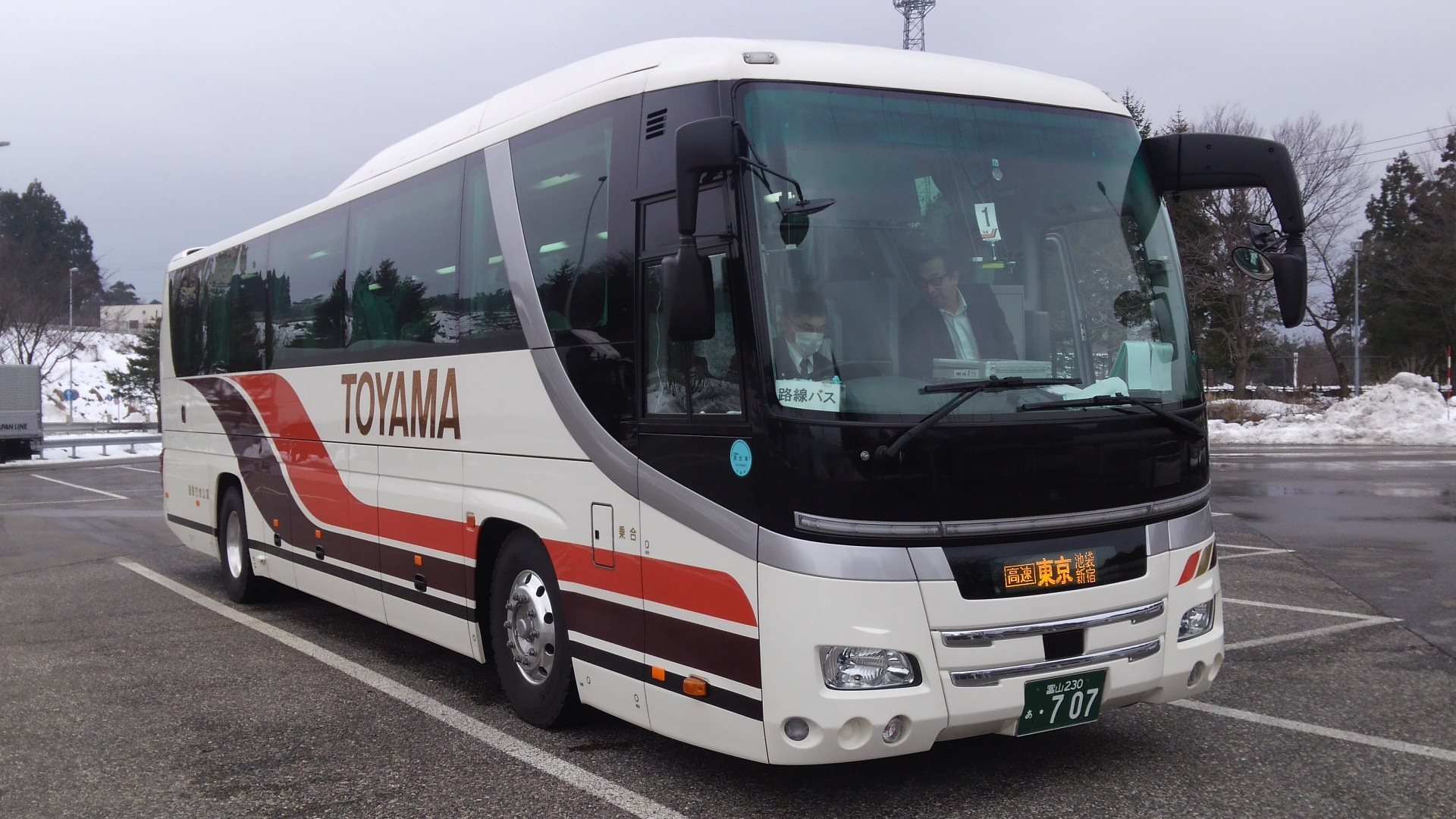
東京 - 富山線（富山地方鉄道）日野・セレガ3列シート車。蓮台寺PAで休憩中

富山県高岡市・富山市と東京都豊島区・渋谷区を結ぶ高速バス路線。西武バスと共同運行。
名古屋 - 金沢線同様に北陸の都市間高速バスの草分け的存在で、2012年12月に開業25周年を迎えた。昼行便と夜行便が設定されている。かつては基本的にワンマン運行で、降雪や凍結を伴う冬期はツーマン運行だったが、2012年4月の関越自動車道高速バス居眠り運転事故に伴う安全規制の見直しもあり、通年で夜行便はツーマン運行となった。2017年5月15日、従来西武バスと加越能バスが運行してきた東京 - 高岡・氷見線と統合し、一部の便は氷見・高岡地区発着となった。加越能バスは2023年8月1日ダイヤ改正と同時に運行を終了した。
運行経路
- 【加越能バス本社前 - 高岡駅前 - イオンモール口 - 戸出四丁目 - 砺波市役所前 - 砺波駅南 - 】富山駅前 - 富山市役所前 - 総曲輪 - 富山市民病院前 - 西上袋 - 上市 - 滑川 - 魚津 - 黒部 ⇔ 川越的場 - 練馬駅（練馬区役所前） - 下落合駅 - 池袋駅東口 - バスタ新宿
  - 【】内は夜行便のみ運行

運行回数
- 1日2往復（昼行、夜行各1往復）。

路線沿革
- 1987年（昭和62年）12月23日 - 1日2往復（昼・夜各1）で運行開始。
- 1988年（昭和63年）
  - 7月20日 - 北陸自動車道の全線開通にともない経路変更。
  - 8月8日 - 昼行便を1往復増便。1日3往復となる。

- 2004年（平成16年）10月 - 新潟県中越地震の影響で関越自動車道が通行止めのため一時期上信越自動車道を迂回運行、後にこのルートが正式ルートとなる。
- 2006年（平成18年）4月21日 - 使用車両を原則3列シート車に変更、運行経路を関越自動車道から上信越自動車道に変更。同時に昼行便を1往復増便し1日4往復となる。富山駅前での乗降客向けにパーク&ライドサービスを開始。
- 2007年（平成19年）8月1日 - サンシャインプリンスホテル乗り入れ廃止。
- 2010年（平成22年）
  - 4月24日 - 魚津バス停を新設。魚津インターチェンジ内に新設されるバス停が完成するまでの約8か月間は魚津市総合体育館前にバス停を設置していた。
  - 12月10日 - 魚津インターチェンジ内に新設のバス停が供用開始。

- 2016年（平成28年）4月4日 - 新宿での乗り場を新宿駅西口（西武バスのりば）からバスタ新宿に変更。
- 2017年（平成29年）5月15日 - 西武バス・加越能バス運行の東京 - 高岡・氷見線と統合、併せて停留所の新設を実施。氷見（高岡・富山） - 東京間1日2往復（昼1、夜1）、加えて富山 - 東京間1日2往復（昼）、さらに週末・繁忙期運行の「定期増発便」を富山 - 東京間に1日1往復（夜）設定。
- 2019年（令和元年）6月21日 - 運賃改定。
- 2020年（令和2年）4月11日 - 新型コロナウイルス感染拡大の影響により、この日より当面の間全便運休。
- 2023年（令和5年）
  - 8月1日 - ダイヤ改正と同時に加越能バスが運行終了。昼行便1往復を減便。
  - 12月15日 - 上市停留所新設。それに合わせて、『おおかみこどもの雨と雪』ラッピングバス運行開始。

- 2024年（令和6年）
  - 6月1日 - ダイヤ改正。氷見営業所 - 加越能バス本社前間の運行、および砺波駅南 - 富山駅前間の途中停留所を廃止。
  - 9月1日 - 1日2往復（富山 - 東京間昼行、高岡 - 東京間夜行各1往復）に減便。「定期増発便」廃止。

使用車両
- ハイデッカーの独立3列シート車（地鉄が日野・セレガ、西武がいすゞ・ガーラ）が使用される。ただし続行便については4列シート車が使用される場合がある。

#### 富山 - 大阪線
阪急観光バスと共同運行。

#### 富山 - 名古屋線
名鉄バスと共同運行。

#### 富山 - 新潟線

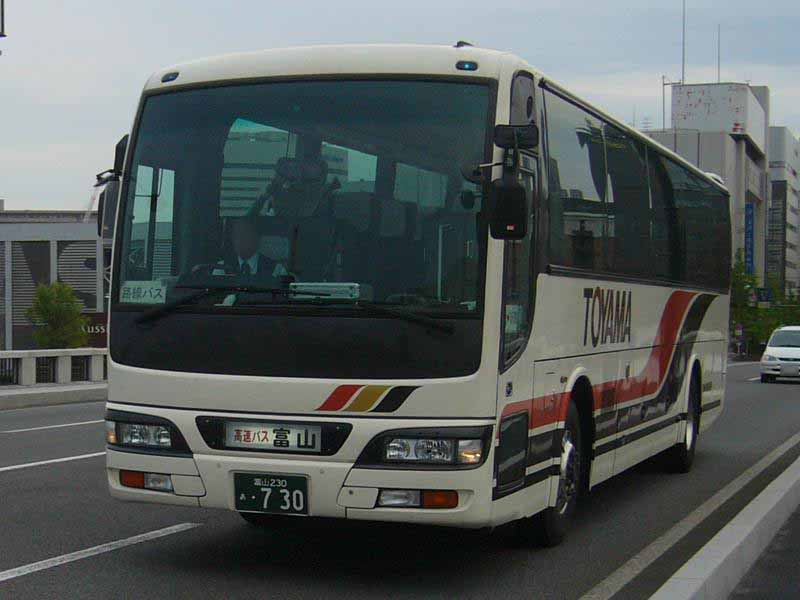
高速バス（新潟線）

富山県富山市と新潟県新潟市を結ぶ高速バス路線。新潟交通と共同運行。1日2往復で両社それぞれ1往復ずつ担当。
運行経路
- 富山駅前 - 総曲輪 - 滑川 - 魚津 - 黒部 ⇔ 木田（上越） - 長岡北 - 栄 - 三条燕 - 巻潟東 - 鳥原 - 新潟駅前 - 万代シテイバスセンター

路線沿革
- 2003年（平成15年）10月1日 - 運行開始（1日2往復）。
- 2007年（平成19年）7月 - 新潟県中越沖地震の影響で北陸自動車道が通行止めのため一時期一般道を迂回運行。
- 2010年（平成22年）
  - 8月1日 - 長岡北・栄での乗降取り扱いを開始。
  - 12月10日 - 魚津での乗降取り扱いを開始。

- 2011年（平成23年）8月1日 - 木田（上越）での乗降取り扱いを開始。
- 2019年（平成31年）4月1日 - 1日4往復に増便。
- 2020年（令和2年）4月15日 - 新型コロナウイルス感染拡大の影響により、この日より当面の間一部便（各社1往復ずつ）を運休。
- 2021年（令和3年）4月1日 - 1日2往復に減便。
- 2022年（令和4年）4月29日 - 上市スマートIC付近のバスターミナル（上市町中江上204-8）に上市停留所を新設。

使用車両
- 原則として化粧室付き4列シート定員40名車両で運行。

#### 富山 - 城端線
砺波以南のJR城端線沿線から富山市内への通勤・通学需要に特化した高速バスである（定期券設定あり）。
平日朝は富山駅前方向のみ3本運転、平日夕は城端方向のみ3本運転（土休日は運休）。
運行経路
- 富山駅前 - 富山市役所前 - 総曲輪 - 富山市民病院前 - 西上袋 - （北陸自動車道） - 砺波駅南 - 東野尻 - 高儀 - 福野町 - 福光駅前 - 城端駅前 - 城端行政センター前

#### 富山 - 高山線
富山県富山市と岐阜県高山市の高山駅前を結ぶ高速バス路線。1日6往復で、そのうち富山地方鉄道が4往復（うち1往復は白川郷止）濃飛乗合自動車が2往復担当する共同運行。以前富山 - 高山間を神岡経由の一般道を利用し結んでいた特急バスの復活ではなく、この路線は北陸自動車道、東海北陸自動車道を利用し、途中白川郷を経由する高速バスである。
運行経路
- 富山駅前 - （富山空港 -） 白川郷 - 高山濃飛バスセンター

路線沿革
- 2015年（平成27年）12月1日 - 運行開始。
- 2016年（平成28年）10月1日 - 白川郷のバス停をせせらぎ公園から白川郷バスターミナルへ移設。
- 2020年（令和2年）
  - 4月1日 - 2往復の増便と富山きときと空港経由便の新設を実施。
  - 4月8日 - 新型コロナウイルス感染拡大の影響により、この日より当面の間全便（一部便（2往復）は同年4月5日から）を運休。

#### 富山きときと空港 - 高山線
濃飛乗合自動車と共同運行。

#### 立山（室堂） - 東京線

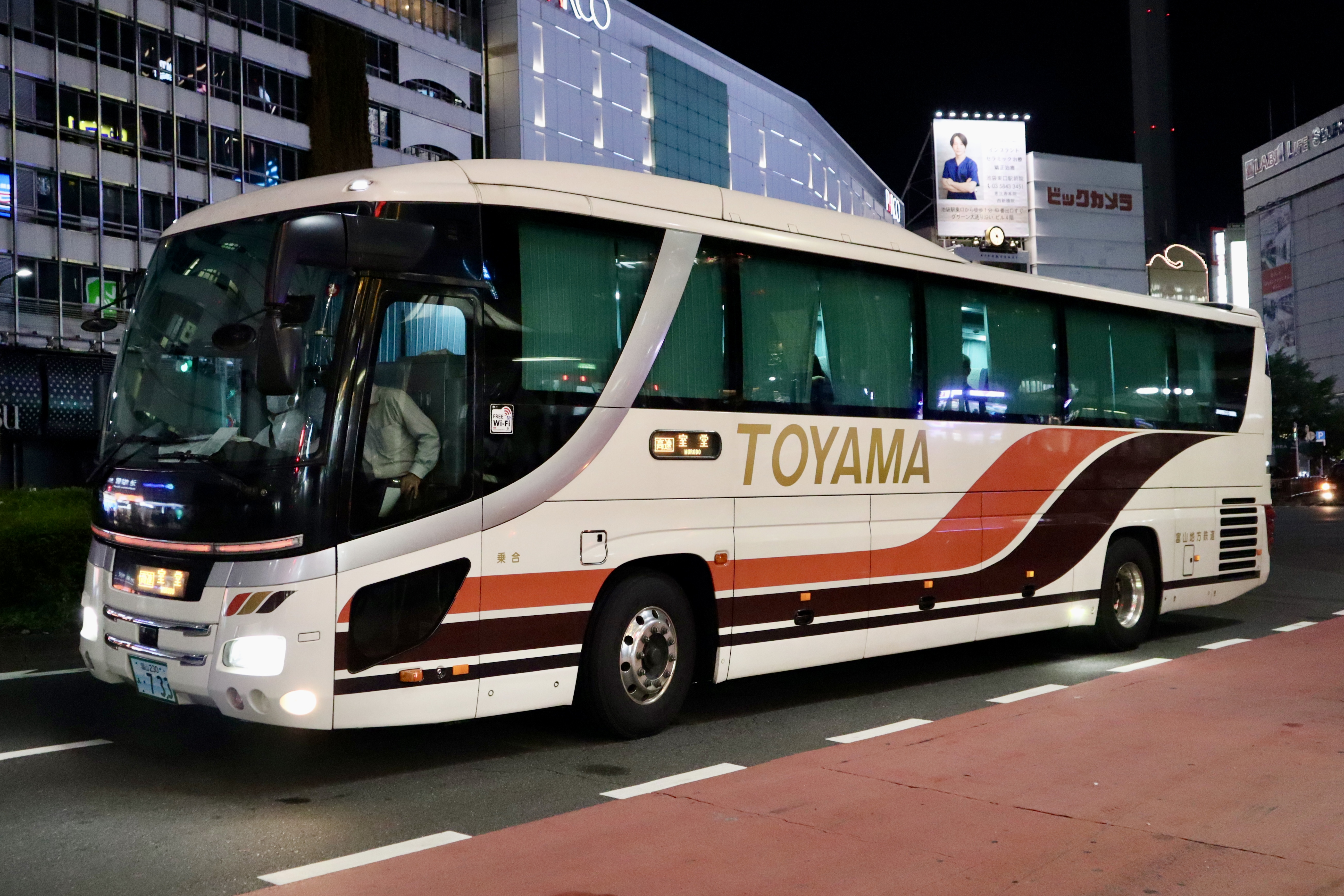
立山室堂行きとなる高速バス

西武観光バス・東急トランセと共同運行。夏季期間運行路線。

### 高速・特急バス廃止路線

#### 富山 - 長野線
富山県富山市と長野県長野市を結んでいた高速バス路線。1日2往復で子会社の富山地鉄北斗バスと長電バスの共同運行。
運行経路
- 富山駅前 - 富山市役所前 - 総曲輪 - 富山市民病院前 - 西上袋 - 滑川 - 魚津 - 黒部 - 柏原 - 豊田 - 中野 - 小布施 - 須坂 - 高田 - 長野駅前 - 昭和通り - 権堂

路線沿革
- 2013年（平成25年）9月14日 - 運行開始。
- 2016年（平成28年）10月31日 - 運行終了。

#### 富山 - 仙台線

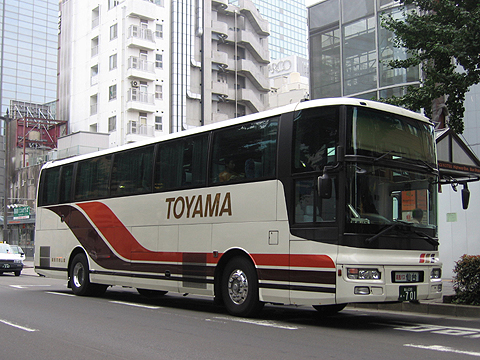
高速バス（仙台線）

富山県高岡市と宮城県仙台市との間を結んでいた夜行高速バス路線。宮城交通と共同運行。
運行経路
- 高岡駅前 - 小杉 - 富山大学前 - 富山駅前 - 総曲輪 - 滑川 - 魚津 - 黒部 ⇔ 山形県庁前 - 仙台駅前 - 仙台駅東口

路線沿革
- 2008年（平成20年）4月20日 - 富山地方鉄道の1社運行で運行開始。
- 2009年（平成21年）4月24日 - この日より宮城交通が運行に参加。
- 2010年（平成22年）12月10日 - 魚津での乗降取り扱いを開始。
- 2011年（平成23年）
  - 3月11日 - この日発生した東日本大震災のため、同月20日まで運休。運行が再開された同月21日以降も、宮城交通側の体制が整わないため、富山地方鉄道による隔日運行。
  - 4月8日 - この日の仙台出発便（富山出発便は翌4月9日）から宮城交通が運行を再開。毎日運行に戻る。
  - 8月1日 - 運行起点を富山から高岡に変更および小杉・富山大学前・山形県庁前に停留所を追加。

- 2017年（平成29年）3月31日 - 「金沢・富山 - 山形・仙台線」（後述）運行開始に伴い廃止。

使用車両
- 独立3列シート・トイレ付き車両を使用していた。

#### 金沢・富山 - 山形・仙台線
石川県金沢市から富山県富山市を経由して、山形県山形市と宮城県仙台市との間を結んでいた夜行高速バス路線。北陸鉄道と共同運行。
運行経路
- 金沢駅東口 - 高岡高速バスターミナル - 富山駅前 - 富山市役所前 - 総曲輪 - 富山市民病院前 - 西上袋 - 滑川 - 魚津 - 黒部 ⇔ 山交ビルバスターミナル - 山形県庁前 - 仙台駅前 - 仙台駅東口

路線沿革
- 2017年（平成29年）4月1日 - 「富山 - 仙台線」（前述）と「金沢 - 仙台線」（北陸鉄道運行）を統合の上運行開始。高岡高速バスターミナルに新たに停車、高岡駅前、小杉、富山大学前の各バス停を廃止。
- 2020年（令和2年）
  - 4月1日 - 山交ビルバスターミナル停留所を新設。
  - 4月19日 - 新型コロナウイルス感染拡大の影響により、富山地方鉄道便はこの日より（北陸鉄道便は同年4月25日出発便より）当面の間全便運休。
  - 7月17日 - この日の金沢発の便より運行再開。

- 2021年（令和3年）
  - 1月18日 - この日の出発便より土日祝日のみの運行となる。
  - 3月31日 - この日の金沢発の便（富山地方鉄道担当便）より（仙台発は翌4月1日出発便より）8月30日の出発便（仙台発は翌31日の出発便）まで運休。
  - 8月31日 - 路線廃止。なお、先述の通り同年3月31日（仙台発は翌4月1日）の出発便より運休していたため、同年3月30日（仙台発は翌31日）の出発便が事実上の最終運行となった。

使用車両
- 独立3列シート・トイレ付き車両を使用していた。

#### 富山 - 平湯温泉線
富山県富山市と岐阜県高山市の平湯温泉を結ぶ特急バス路線。濃飛乗合自動車と共同運行。高速道路を経由しないため高速バスではなく「特急バス」とされており、予約不要。富山駅前 - 猪谷間のみの乗車はできない。他の高速路線と異なり、地鉄担当便では中型観光タイプの車両のほか、9人乗りの小型車両が用いられる。この小型車はタクシーと同様の普通二種免許で運転可能なことから、他業種からの転職者や事務担当社員を活用し、運行に必要な乗務員の確保を目的に導入された。
もとは路線バスの[ 30 ] 神岡行。路線車で県境を越えて岐阜県まで足を伸ばす富山地鉄最長の一般路線だった。当時から濃飛バスとの共同運行が行われており、特に濃飛担当便は当時から中型観光タイプの車で富山県内では停車する停留所を絞る「特急」バスとして運行されていた。2005年7月10日、高速バスに準ずる現在の形態での運行を開始。2008年4月1日にはいったん全便が高山行に変更となる。平湯温泉方面へは代替として、途中の濃飛バス神岡営業所から奥飛騨温泉郷方面への路線バスに接続する形をとった。2010年4月より、富山 - 高山線の一部便の行先を変更することで、かつて実施されていた奥飛騨温泉郷方面へのバスの直通を復活させた。前述の神岡営業所からは高山方面への路線バスが接続する。2012年4月1日に、富山 - 高山線については廃止し、富山 - 神岡間と富山 - 平湯温泉間の運行となった。
2020年4月1日に、富山 - 平湯温泉間2往復（地鉄・濃飛各1往復）運行となったのち、2021年4月1日のダイヤ改正で濃飛バス担当便を含め路線廃止となった。
運行経路
- 富山駅前 - 総曲輪 - 富山市民病院前 - 西上袋 - 富山空港前 - 笹津 - 猪谷 - 茂住 - 濃飛バス神岡営業所 - 旧奥飛騨温泉口駅 - 栃尾温泉 - 新穂高ロープウェイ - 栃尾温泉 - 平湯温泉

#### 富山 - 金沢線

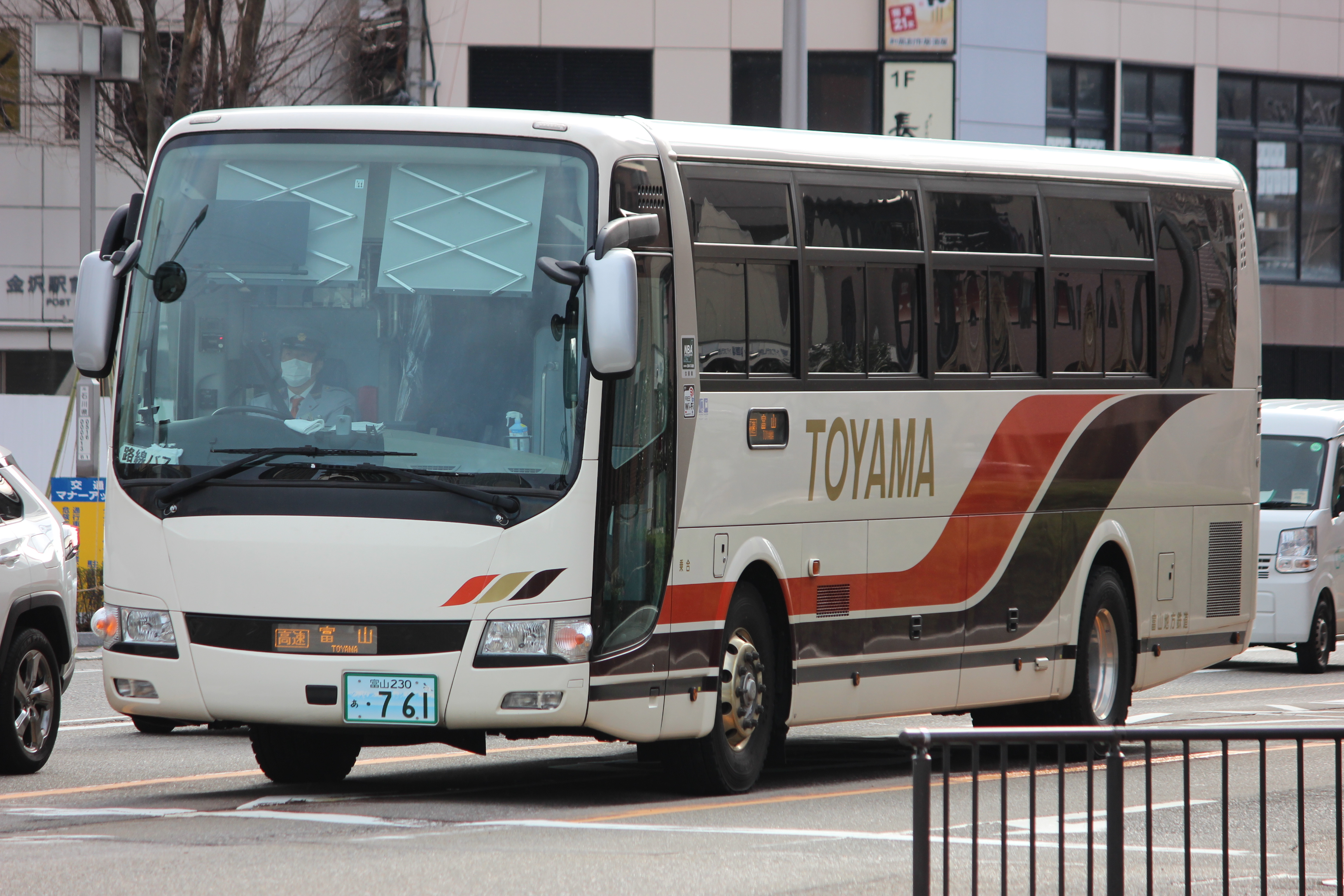
高速バス（金沢線）

富山県富山市と石川県金沢市を結んでいた高速バス路線。北鉄金沢バスと共同運行。2024年2月時点で14往復が運行されていたが、慢性的な運転手不足と、コロナ禍による利用者減により、同年3月15日で廃止された。
2004年3月6日運行開始。富山市中心部・郊外と金沢市の片町・香林坊など中心繁華街が乗り換えなしでダイレクトで結ばれたこと、2014年4月1日現在片道930円という格安運賃、2時間ごとに1本という運行間隔が奏効し、開業当初から好評を博していた。
なお、開業にあたっては、当時のJR北陸本線と直接競合することや、かつて運行された高速バス「金沢 - 高岡線」（2020年現在は経路を変えて運行中）の失敗から、需要への懸念も少なくなかった。
運行経路
- 富山駅前 - 富山市役所 - 総曲輪 - 西中野口 - 富山市民病院 - 西上袋 ⇔ 高柳 - 金沢東警察署前 - 金沢駅東口 - 武蔵ヶ辻 - 南町 - 香林坊 - 広坂 - 兼六園下

路線沿革
- 2004年（平成16年）3月6日 - 運行開始。
- 2005年（平成17年）3月末 - 1日16往復（1時間ヘッド）に増便。
- 2009年（平成21年）7月4日 - 土・日曜日及び祝日に4往復増便。1日20往復の運行となる。
- 2013年（平成25年）12月1日 - 西中野口（富山市内）、南町（金沢市内）の各バス停を追加。
- 2020年（令和2年）4月16日 - 新型コロナウイルス感染拡大の影響により、この日より当面の間一部便（地鉄便は平日3往復、土日祝日4往復）を運休。
- 2024年（令和6年）3月15日 - 廃止。

使用車両
- 地鉄が三菱ふそう・エアロエース、北鉄金沢バスが三菱ふそう・エアロエースまたは日野・セレガで運行していた。ともにコンセントを備えていた（増発・代車などによりコンセントなしの車両も使用された）。

その他
- 10枚綴り回数券（7,700円）が発売されていた。

### 路線バス

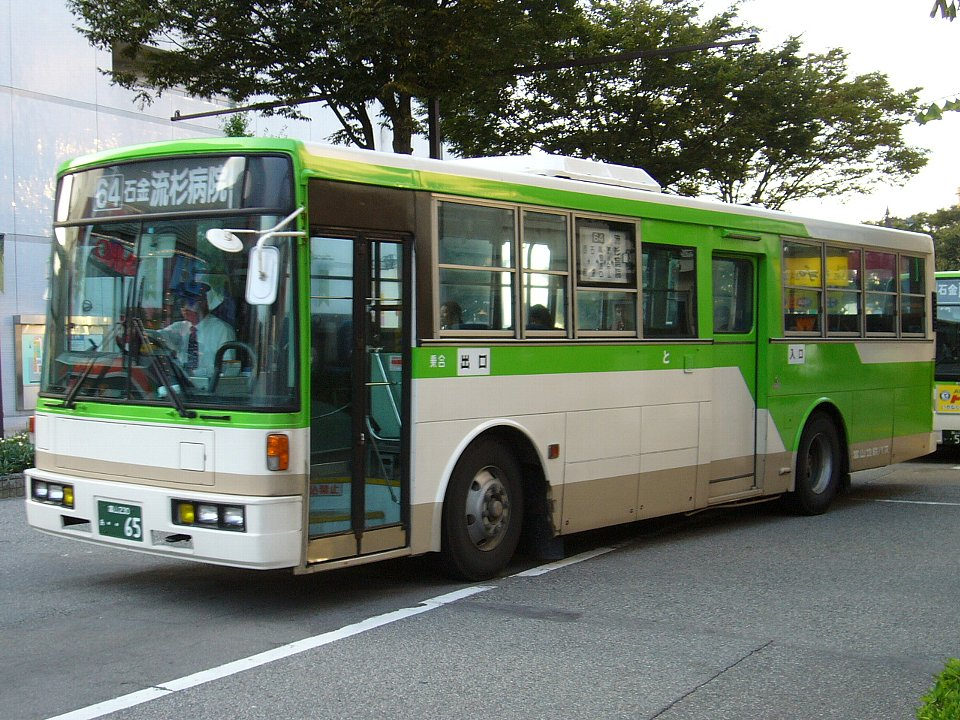
新塗色

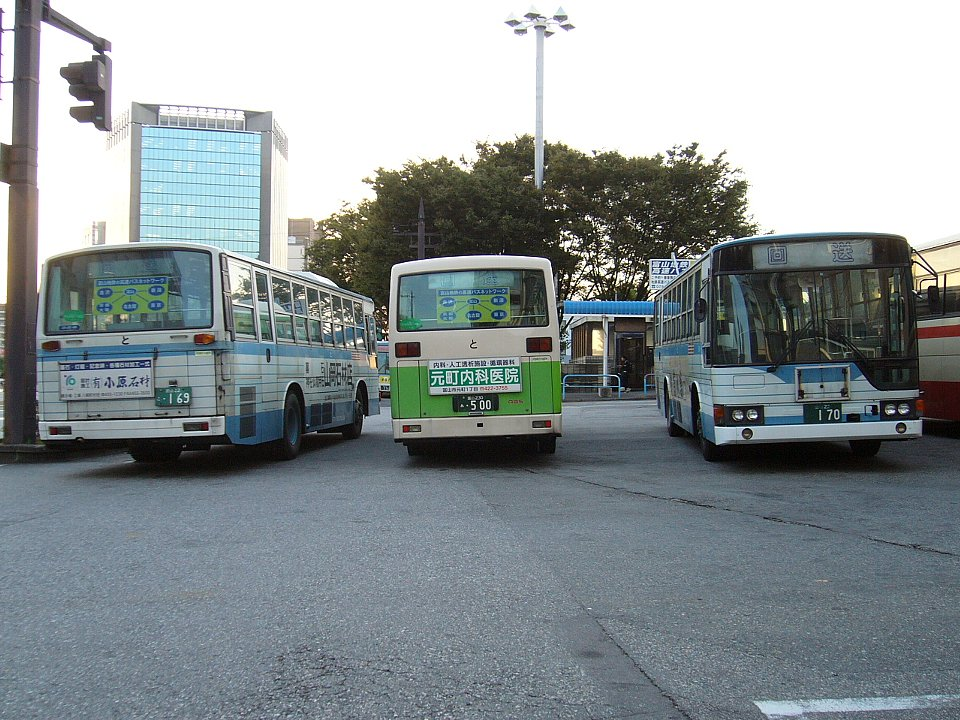
旧塗色（両側）と新塗色

路線バス網は2005年4月1日の合併前の富山市の市域のほぼ全体をカバーしており、一部の路線は旧市域の外へも伸びている。そのネットワークは富山駅正面口（南口）を中心としている。富山駅以外を発着する富山市および周辺市町村の路線バスはほとんどが公営バス・コミュニティバスになったが、一部の系統が地鉄バスの路線として残っている。
車体側面及び後部には平仮名で「せ」や「と」といった一文字が書かれているが、これは車両の所属する営業所を示したもので、前者は西部自動車営業所（同市牛島本町）、後者は東部自動車営業所（同市双代町）を指す。ほかに黒部自動車営業所「く」、八尾自動車営業所「や」がある。現在富山市の両営業所は統合し、東部が名前を改める形で富山自動車営業所となっているが、現在も車体の表記は変わっていない。
路線名は運賃表によるが、発地や一部の経由地は省略している。23、31、67系統は、他の路線の運行が終了した平日23時に富山駅前発の「スターライトバス」（深夜料金不要）を運行していた路線である。

#### 系統番号
富山駅前を発着または経由する各路線には2桁（またはかつては1桁）の系統番号が付されており、行き先が富山駅から見た方位により番号の十の位が決まる。一の位は今の系統システムが導入された際に路線の長い順等で決められたが、現在は路線の改廃が進んでいるため新規路線には廃止で欠番となった番号が充てられている。
以下に各番台の分類について述べる。
- 10：富山大学前方面
- 20：有沢方面
- 30：市民病院方面
- 40：南富山方面
- 50：大泉駅前方面
- 60：石金方面
- 70：荒町経由（西町経由は色が反転する）
- 80：永楽町方面
  - 富山ライトレールの開業に伴い廃止となった並行路線の浜黒崎東口線、蓮町・四方線も80番台に属した。
- 90：石坂方面

#### 高岡線
- 10：富山駅前 - 富山大学前 - 呉羽 - 富山短期大学前 - 小杉 - 大門口 - 高岡駅前

#### 小杉線
- 10：富山駅前 - 富山大学前 - 呉羽 - 富山短期大学前 - 小杉駅前（平日朝小杉駅前発の1本は富山短期大学経由）

#### 小杉経由新湊線
- 11：富山駅前 - 富山大学前 - 小杉 - 作道 - 姫野 - 新湊車庫前（富山短期大学経由）
- 2025年4月1日：廃止

#### 布目経由新港東口線
- 14：赤十字病院←富山駅前 - 富山大学前 - 布目 - 四方口 - 練合 - 新港東口
  - 富山地鉄北斗バス担当であった。
  - 赤十字病院への乗り入れは午前中に運行される富山駅方面の一部便のみ。
  - 2022年4月1日：国立高専射水経由新港東口線を廃止[75]。

#### 国立高専射水線
- 14：富山駅前 - 富山大学前 - 布目 - 四方口 - 国立高専射水
  - 2022年4月1日：前述の国立高専射水経由新港東口線に代わる形で新設[75]。
- 富山駅北口 - 中島 - 東富山駅前 - 草島 - 田町 - 国立高専射水（富山駅北口-国立高専射水線）

#### 布目経由四方線
- 14：富山駅前 - 富山大学前 - 布目 - 四方口 - 四方神明町
  - 2024年10月1日：新湊発赤十字病院行きの神通町経由を廃止し環水公園経由に統一[76]。

#### 北代循環線
- 15：富山駅前→富山大学前→北代→長岡公民館前→石坂→富山駅前→音羽町→中央病院（富山大学前から94）
- 94：中央病院→音羽町→富山駅前→石坂→長岡公民館前→北代→富山大学前→富山駅前（長岡公民館前から15）
  - 94系統を掲示する代わりに、9系統（音羽町を経由していた廃止路線の番号）を掲示する場合がある。

#### 富大附属病院・朝日循環線
- 16：富山駅前 - 富山大学前 - 金屋 - ファミリーパーク - 富大附属病院 - 朝日 - 金屋 - 富山大学前 - 富山駅前（←午後／午前→）

#### 五福経由ファボーレ線
- 17：富山駅前←富山大学前←金屋←ファボーレ
  - 2019年10月1日：新設[77]。
  - 2023年5月1日：廃止。

#### 富山短期大学線
- 19：富山駅前 - 富山大学前 - 呉羽山公園 - 追分口 - 呉羽 - 富山短期大学
- 富山駅前→石坂→百塚→富山短期大学（石坂経由富山短期大学線）
- 小杉駅前 - 小杉 - 老田口 - 富山短期大学（小杉~富山短期大学線）

全ての系統が学休日運休。

#### 山田線
- 21：富山駅前 - 有沢 - 速星 - 長沢 - 山田行政センター
  - 2022年4月1日：牛岳温泉健康センター線を廃止[75]。

牛岳温泉健康センターまで運行していた時代も、冬季には全便が山田行政センター折り返しとなっていた。

#### 熊野経由八尾線
- 23：富山駅前 - 有沢 - 速星 - 熊野 - 黒田 - 八尾鏡町

#### 堤防経由八尾線
- 24：富山駅前 - 有沢 - 轡田 - 萩の島口 - 黒田 - 八尾鏡町

#### 速星線
- 26：富山駅前 - 有沢 - ファボーレ前 - 速星（ファボーレ経由速星線）
- 27：富山駅前 - 有沢 - 下轡田 - 速星 - 速星二区

#### 国立富山病院線
- 28：富山駅前 - 有沢 - 速星 - 長沢 - 国立富山病院

#### 萩の島線
- 29：赤十字病院 - 富山県美術館 - 富山駅前 - 有沢 - ファボーレ前 - 蔵島 - 熊野 - 富山駅前 - 富山県美術館 - 赤十字病院（ファボーレ経由萩の島線）
  - 2022年4月1日：全便を赤十字病院まで延伸[75]。
  - 2024年10月1日：上り赤十字病院行きの富山駅前を降車専用（CIC前）に変更[76]。

富山駅前ロータリーの6番乗り場より出て、有沢を経由し南西に向かう路線。

#### 猪谷線
- 31：富山駅前 - 富山市民病院前 - 最勝寺 - 上大久保 - 笹津 - 猪谷
  - 2022年4月1日：赤十字病院−猪谷線を廃止[75]。

#### 笹津線
- 31：富山駅前 - 富山市民病院前 - 最勝寺 - 上大久保 - 笹津
  - 2022年4月1日：赤十字−笹津線を廃止[75]。

#### 笹津春日温泉線
- 32：赤十字病院 - 富山県美術館 - 富山駅前 - 富山市民病院前 - 最勝寺 - 上大久保 - 笹津駅前 - 笹津春日温泉
  - 2024年10月1日：赤十字病院〜笹津春日温泉線を富山駅前〜笹津春日温泉線に短縮[76]。

#### 富山空港経由総合運動公園・防災センター線
- 36：富山駅前 - 富山市民病院前 - 富山空港前 - 中坪口 - 総合運動公園 - 富山県広域消防防災センター
  - 2022年4月1日：健康パーク経由総合運動公園線・健康パーク経由防災センター線を廃止[75]。

#### 富山空港・成子経由八尾線
- 36：富山駅前 - 富山市民病院前 - 富山空港前 - 中坪口 - 吉倉 - 成子 - 八尾鏡町

#### 富山空港線
富山空港へは富山駅前ロータリー6番乗り場より直行便・各停便の2種類がほぼ半々の割合で発着する。直行便は2012年に東京空港交通より転籍した専用車両で運行される。各停便は富山空港経由総合運動公園・防災センター線と富山空港・成子経由八尾線である。

#### 坂本二区線
- 38：富山駅前 - 富山市民病院前 - 最勝寺 - 上大久保 - 大沢野中学校口 - 坂本二区
  - 2022年4月1日：赤十字病院−坂本二区線を廃止し、新たに富山−坂本二区線を設定[75]。

#### 新保企業団地線
- 39：富山駅前 - 市民病院前 - 西上袋 - 最勝寺 - 安養寺 - 新保企業団地

#### 若竹町経由笹津線
- 40：富山駅前 - 富山市民病院口 - 南富山駅前 - 上袋 - 若竹町 - 上大久保 - 笹津

#### 辰尾団地線
- 41：富山駅前 - 富山市民病院口 - 南富山駅前 - 上袋 - 若竹町 - 宮保 - 辰尾団地（一部の便は富山市民病院経由）

#### 富山国際大学線
- 43：富山駅前 - 富山市民病院口 - 南富山駅前 - 下堀 - 開発駅前 - 月岡団地 - 月岡小学校前 - 福沢口 - 富山国際大学（一部の便は富山市民病院経由）

月岡西緑町停留所ではデマンドバス方式を導入している。同停留所発着の45系統以外に、パソコンや停留所の端末で予約をすることで、43・44系統にも乗車可能である。
- - 2024年10月1日：開発バス停を廃止し市民病院・月岡団地経由に変更[76]。

#### 福沢線
- 44：富山駅前 - 富山市民病院口 - 南富山駅前 - 下堀 - 開発駅前 - 月岡団地 - 月岡小学校前 - 福沢口 - 福沢

全便が月岡団地経由の「月岡団地経由福沢線」として運行されている。
月岡西緑町停留所ではデマンドバス方式を導入している。同停留所発着の45系統以外に43・44系統にも乗車可能である。

#### 月岡西緑町線
- 45：富山駅前 - 富山市民病院口 - 南富山駅前 - 下堀 - 開発駅前 - 月岡団地 - 月岡小学校前 - 月岡西緑町

#### 興人団地〜国立高専線
- 46：興人団地→富山駅前 - 市民病院口 - 朝菜町駅前 - 堀 - 国立高専前
- 47：興人団地→富山駅前→市民病院口→下堀→堀→国立高専前（休日は運休）
- 88：興人団地←富山駅前←市民病院口←朝菜町駅前←堀←国立高専前

88系統となるのは興人団地行きのみで、国立高専前発の富山駅前止まりは46系統である。
- - 2024年10月1日：上り興人団地行きの富山駅前を降車専用（CIC前）に変更[76]。

#### 大泉経由五百石線
- 50：富山駅前 - 大泉西部 - 大泉駅前 - 高原西口 - 日置 - 五百石駅前

#### 高原〜不二越線
- 51：富山駅前 - 西公文名 - 大泉駅前 - 高原西口 - 不二越12丁目 - 東長江
- 61：高原西口→不二越12丁目→東長江→石金→富山駅前

#### 不二栄町線
- 52：富山駅前→西公文名→大泉駅前→不二栄町→山室→大泉駅前→西公文名→富山駅前（不二栄町循環）
  - 2020年4月1日：不二栄町−赤十字病院線を廃止し、富山駅前発着となる[78]。

#### 石金経由五百石線
- 60：富山駅前 - 石金 - 町村 - 大島 - 日置 - 五百石駅前

#### 石坂〜中央病院線
- 62：石坂 - 畑中 - 富山駅前 - 石金 - 中央病院

#### 流杉線
- 64：赤十字病院 - 富山県美術館 - 富山駅前 - 石金 - 不二越正門前 - 高原西口 - 山室荒屋 - 流杉病院
  - 2022年4月1日：赤十字病院−流杉病院線を新設、一部便を除いて赤十字病院まで乗り入れ[75]。
  - 2024年10月1日：上り赤十字病院行きの富山駅前を降車専用（CIC前）に変更[76]。

#### 西の番線
- 65：富山駅前 - 石金 - 高原西口 - 太田 - 城村 - 富山斎場前
- 66：富山駅前 - 石金 - 高原西口 - 太田 - 城村 - 大場（大場線）
- 65・66：富山駅前 - 石金 - 高原西口 - 太田 - 城村 - 大場 - 富山斎場前（大場経由西の番線）

65系統は大半の便が大場経由で「65・66系統」として運行される。

#### 藤の木循環線
- 67：富山駅前→石金→町村→金代→藤の木小学校前→町村→富山駅前
  - 2020年4月1日：藤の木循環−赤十字病院線を廃止し、富山駅前発着となる[78]。

富山駅前8番乗り場より出て、石金を経由し南東へ向かう路線。

#### 水橋経由滑川線
- 71：富山駅前 - 荒町 - 新庄新町 - 水橋口 - 中滑川 - 滑川駅前

#### 水橋東部団地線
- 72：富山駅前 - 荒町 - 新庄新町 - 針原新町 - 水橋口 - 水橋東部団地

#### 荏原線
- 73：富山駅前→西町→新庄新町→荏原→新庄新町→富山駅前（循環）

#### 上飯野団地経由東高校線
- 76：富山駅前 - 西町 - 新庄新町 - 上飯野団地 - 済生会病院 - 東高校前

#### 荒町経由ケアハウス線
- 77：富山駅前←荒町←新庄新町←向新庄口←針原新町←宮成口←ケアハウスとやま前

#### 西町経由針原線
- 77：富山駅前 - 西町 - 新庄新町 - 向新庄口 - 針原新町 - 針原
- 2024年10月1日：針原新町 - 針原を廃止

#### ケアハウス経由済生会病院線
- 78：富山駅前 - 西町 - 新庄新町 - 向新庄口 - 運転教育センター - 済生会病院

一部ケアハウスとやま前を経由する便がある。

#### 済生会病院経由水橋東部団地線
- 79：富山駅前 - 西町 - 新庄新町 - 向新庄口 - 運転教育センター - 済生会病院 - 水橋東部団地
- 2024年4月1日：廃止

#### リハビリセンター線
- 81：赤十字病院 - 富山駅北口 - 下赤江 - 豊若町 - 済生会病院 - 県リハビリセンター
  - 2024年10月1日：中央病院〜リハビリセンター線を赤十字病院〜リハビリセンター線に変更[76]。

#### 下赤江経由東高校線
- 82：富山駅前←荒町←稲荷元町←下赤江←豊若町←東高校前

#### 犬島米田線
- 84：赤十字病院→富山駅北口→下赤江→豊田本町一丁目→米田すずかけ台→豊若町→下赤江→富山駅北口→赤十字病院

朝に豊田本町1丁目始発、夜に豊若町終着便あり。
- - 2024年10月1日：中央病院〜犬島米田線を赤十字病院〜犬島米田線および犬島米田〜総曲輪線に変更[76]。

#### 八幡経由四方線
- 90：四方神明町→八幡→追分→石坂→五福末広町→富山駅前
- 90：富山まちなか病院 - 総曲輪 - 富山駅前 - 畑中 - 石坂 - 追分 - 八幡 - 四方神明町（富山まちなか病院-八幡経由四方線）
  - 2022年4月1日：総曲輪−八幡経由四方線を廃止[75]。

#### 八幡経由草島線
- 90：草島→八幡→追分→石坂→五福末広町→富山駅前

#### 布目・石坂経由新湊東口線
- 91：新港東口→四方口→布目→百塚→石坂→五福末広町→富山駅前→赤十字病院
- 91：新港東口→四方口→布目→百塚→石坂→畑中→富山駅前→総曲輪

#### 布目・石坂経由四方線
- 91：四方神明町→布目→百塚→石坂→五福末広町→富山駅前

かつては富山地鉄北斗バス担当だった。

#### 新桜谷町線
- 92：新桜谷町 - 附属学園前 - 畑中 - 富山駅前 - 石金 - 中央病院

#### 呉羽山老人センター
- 92：呉羽山老人センター - 附属学園前 - 畑中 - 富山駅前 - 石金 - 中央病院（五艘〜中央病院線）

#### 不二越〜石坂線
- 93：高原西口→不二越12丁目→石金→富山駅前→畑中→石坂

#### フィーダーバス

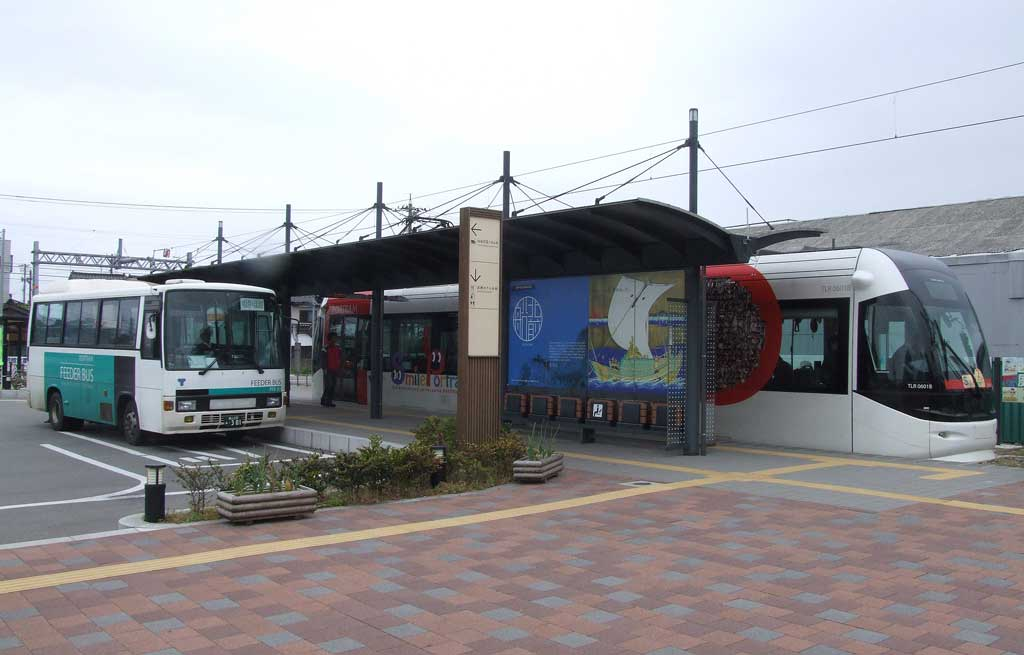
フィーダーバスと電車（2008年5月10日 岩瀬浜駅）

富山港線の蓮町（馬場記念公園前）駅・岩瀬浜駅に接続するフィーダーバス2路線を運行している。
- 四方・草島ルート：蓮町 - 草島 - 荒屋 - 四方神明町
- 岩瀬・大広田・浜黒崎ルート：岩瀬浜駅前 - 日方江 - 浜黒崎浜通り - 水橋漁港前
  - 2006年4月の富山港線の移管開業に合わせて、富山市が試験的に運行を開始した。
  - 2007年4月から本格運行となり、運行主体が富山ライトレールに移管された。なお、実際の運行は一貫して、富山地方鉄道に委託されていた。
  - 2020年2月に富山ライトレールを吸収合併し、運行主体も富山地方鉄道となった。

#### 国際大付属高校線
- 八尾コース：八尾駅 - 国立富山病院口 - 速星 - イノベーションパーク - 国際大付属高校
- 杉原コース：大杉 - 萩の島 - 速星 - イノベーションパーク - 国際大付属高校
- 南富山ルート：本郷町五区 - 南富山駅前 - 富山市民病院口 - 旅篭町 - 富山大学前 - 呉羽 - 国際大付属高校
- 大沢野ルート：大沢野行政センター前 - 最勝寺 - 富山市民病院前 - 総曲輪 - 富山大学前 - 呉羽 - 国際大付属高校
- 東富山ルート：米田すずかけ台 - 岩瀬浜駅前 - 草島 - 四方口 - 布目 - 八町口 - 国際大付属高校
- 高岡ルート：新高岡駅 - 井口本江 - 大門総合会館前 - 小杉駅前 - 国際大付属高校

#### 歌の森小学校線
- 北野 - 黒河 - 歌の森小学校前
- 太閤山東住宅前→歌の森小学校前（射水市）※片道運行
- 2025年4月1日：射水市コミュニティバスに移管する形で廃止

#### 八尾高校線
- 最勝寺→安養寺→塩→八尾高校（富山市）
- 大沢野行政センター→塩→八尾高校
- 最勝寺←安養寺←大沢野行政センター←塩←八尾高校

#### 大森線
- 五百石駅前 - 大清水 - 西大森 - 一夜泊（立山町）

#### 蔵本団地線
- 五百石駅前←雄山中学校前←雄山高校前←蔵本新（立山町）

#### 黒部営業所の路線
富山県東部の各市町村でも移管・廃線が進んでいるが、電鉄魚津駅・電鉄黒部駅を発着する以下の系統が存在する。2011年10月1日より運行社会実験として一部路線のルート変更が行われている。

##### 桜井高校線
- 黒部駅前 - 桜井高校

##### 池尻線
- 黒部駅前 - 電鉄黒部駅前 - メルシー - 田家新 - 尾山 - 池尻

##### 東蔵線
- 電鉄魚津駅前 - 魚津駅前 - 労災病院前 - 横枕 - 東蔵

##### 黒沢・大沢線
- 電鉄魚津駅前 - 魚津駅前 - 新川みどり野高校 - 金太郎温泉前 - 黒沢 - 大沢

##### 生地循環線
- 1 電鉄黒部駅前→生地駅→電鉄黒部駅前→黒部駅前
- 2 黒部駅前→電鉄黒部駅前→生地駅→電鉄黒部駅前→黒部駅前→道の駅KOKOくろべ
- 3 道の駅KOKOくろべ→黒部駅前→電鉄黒部駅前→生地駅→電鉄黒部駅前→黒部駅前→道の駅KOKOくろべ
- 4 黒部駅前→電鉄黒部駅前→たなかや前→生地駅→たなかや前→電鉄黒部駅前→黒部駅前
- 5 黒部駅前→電鉄黒部駅前→たなかや前→生地駅→たなかや前→電鉄黒部駅前
- 6 道の駅KOKOくろべ→黒部駅前→電鉄黒部駅前→たなかや前→生地駅→たなかや前→電鉄黒部駅前→黒部駅前→KOKOくろべ
  - 2022年4月1日：道の駅KOKOくろべまで延伸[75]。

##### 南北循環線
- 黒部駅前 - メルシー - 電鉄黒部駅前 - 金屋 - 生地駅
- 黒部駅前 - 電鉄黒部駅前 - 中新 - 生地駅

##### 新幹線市街地線
- 黒部駅前 - 電鉄黒部駅前 - 三日市 - コラーレ前 - 黒部宇奈月温泉駅

#### 夏山バス
夏季限定で運行される、登山・行楽客をターゲットとした路線。
- 富山駅前 - 有峰口 - 亀谷温泉 - 有峰記念館 - 折立
- 富山駅前 - 富山空港 - 室堂

#### 市内周遊ぐるっとBUS
- 富山市市街地の美術館・博物館・観光施設を巡る有料周遊バス（2015年4月1日より運行）
- 周遊ルートは北西回りルート・南回りルートの2ルートがあるが一体で循環運行されており、富山駅（南口）前を起点に、1時間間隔で各ルート毎日計6便運行。
- 2025年4月1日：廃止

#### 富山ぶりかにバス

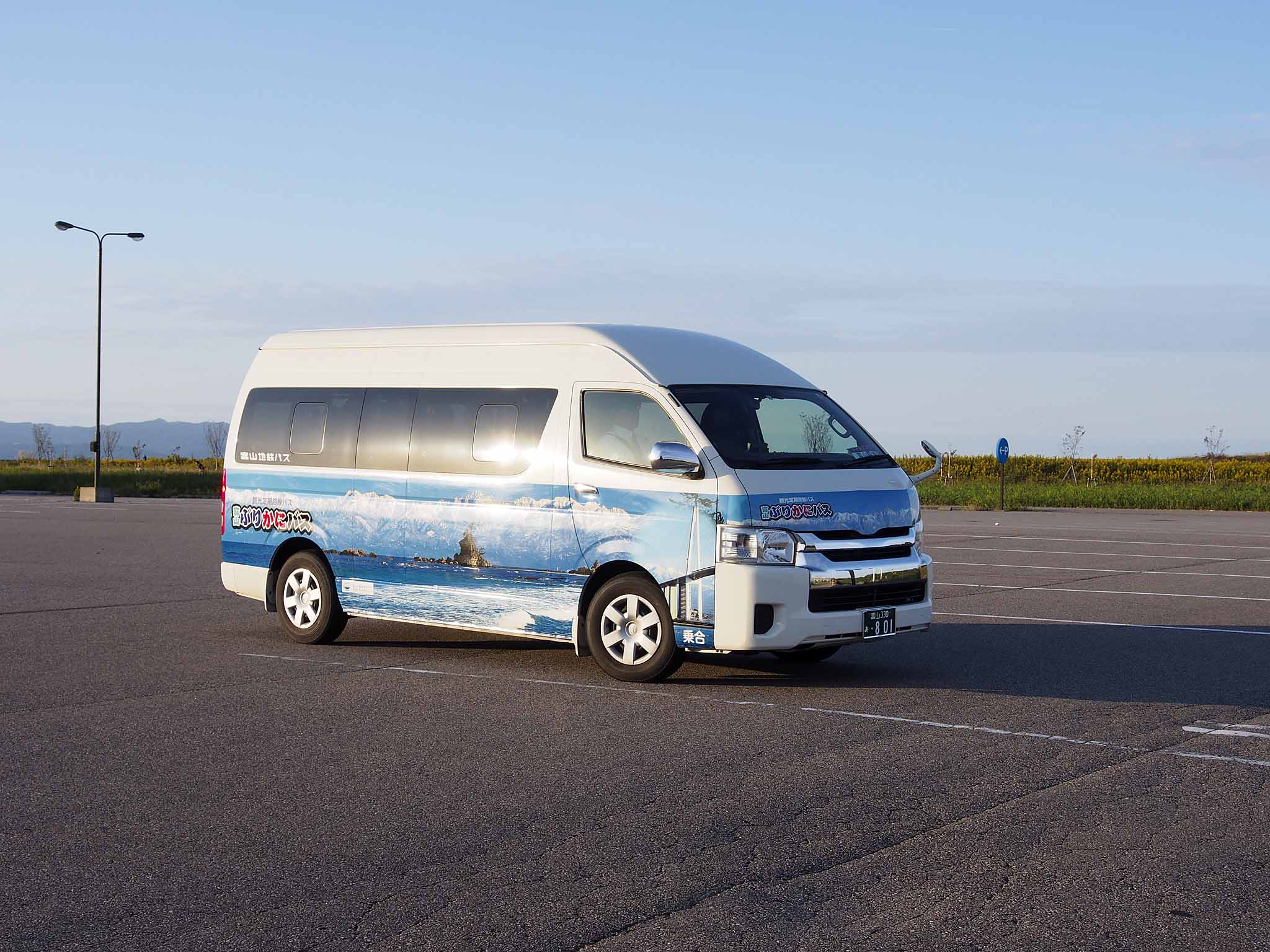
富山ぶりかにバスのハイエース

- 富山駅南口 - （新湊大橋） - 新湊きっときと市場 - 川の駅新湊 - （雨晴海岸） - 氷見漁港 - ひみ番屋街（道の駅氷見）

富山駅から射水市・氷見市を結ぶ観光路線バス。北陸新幹線開業に先立って2013年10月5日に実証運行を開始、運行時期によっては富山空港発着便も設定された。基本的に観光バスタイプの車両で運行されるが、予約の少ない日は小型車両で運行されることがある。ぶりかにバス専用のフリーきっぷが設定されていて、指定店舗での買い物優待を受けることができる。終点のひみ番屋街では加越能バス「わくライナー」（高岡 - 和倉温泉）に乗り継ぐことができる。
2022年4月1日から休止していたが、2022年10月8日より冬季限定で再開され2023年3月31日まで運行、2023年は10月1日より2024年3月31日まで運行された。

#### スカイバス富山

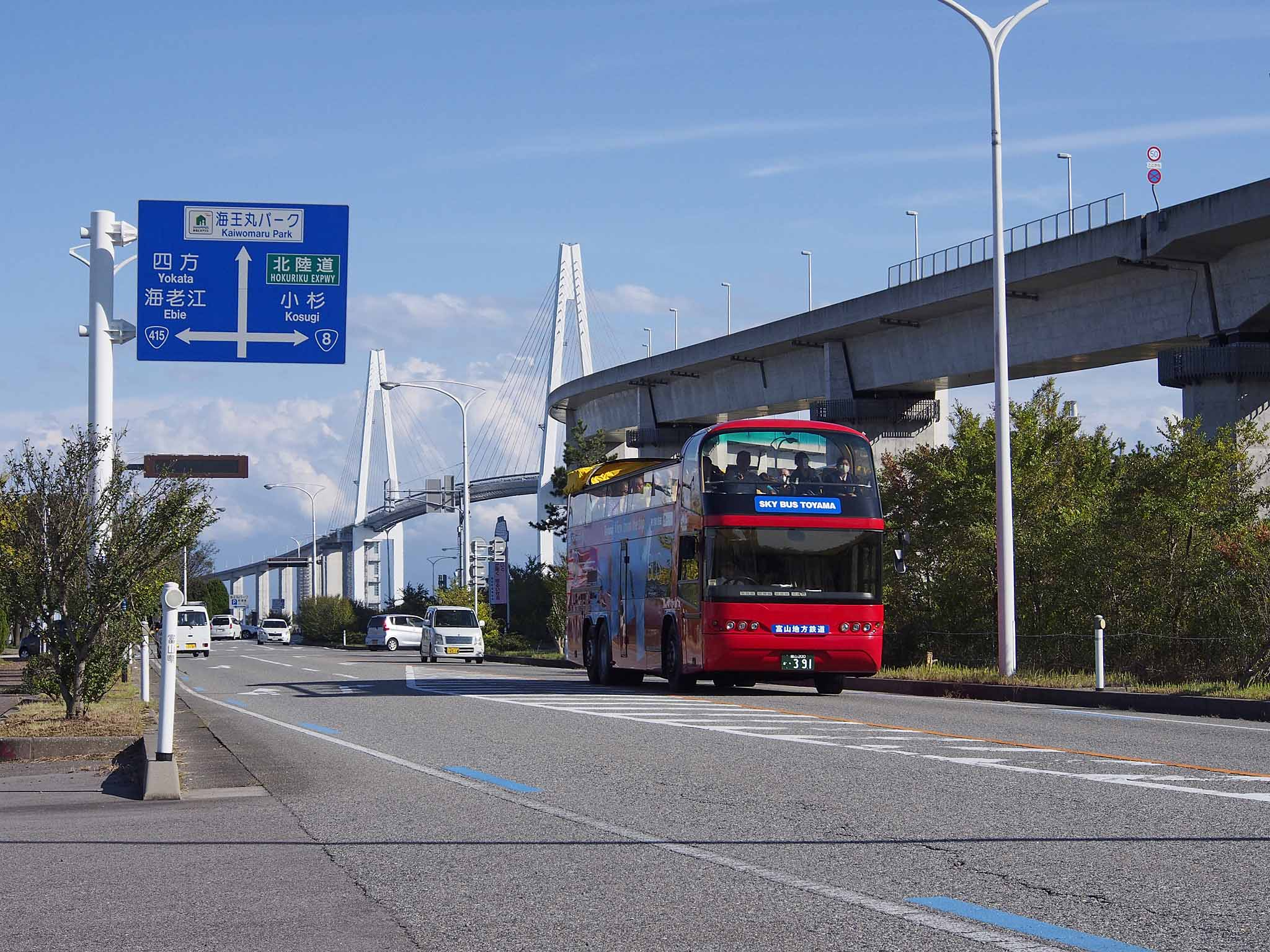
スカイバス富山・射水コース（2018年運行当時）

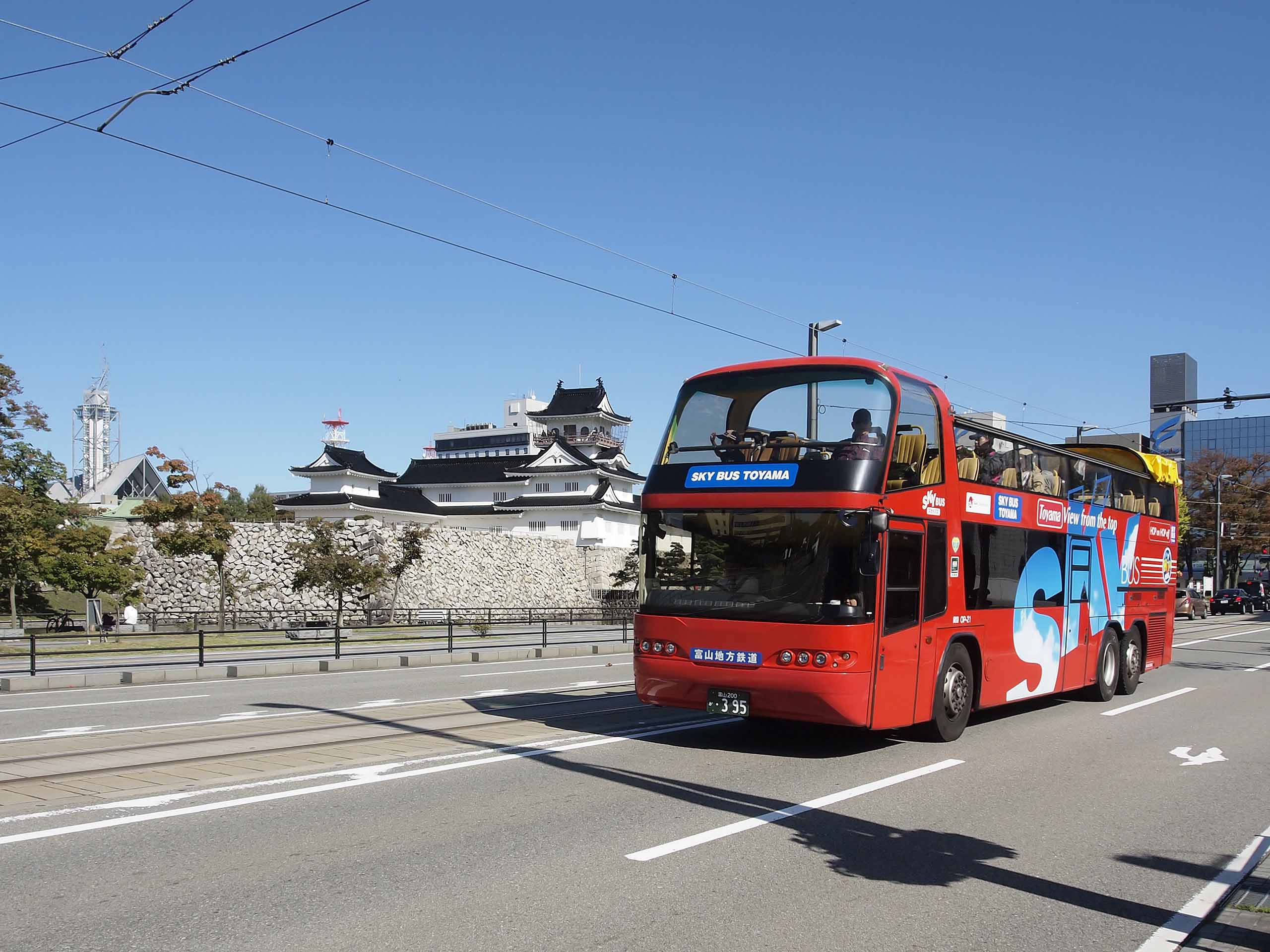
スカイバス富山・富山市内コース（2019年運行当時）

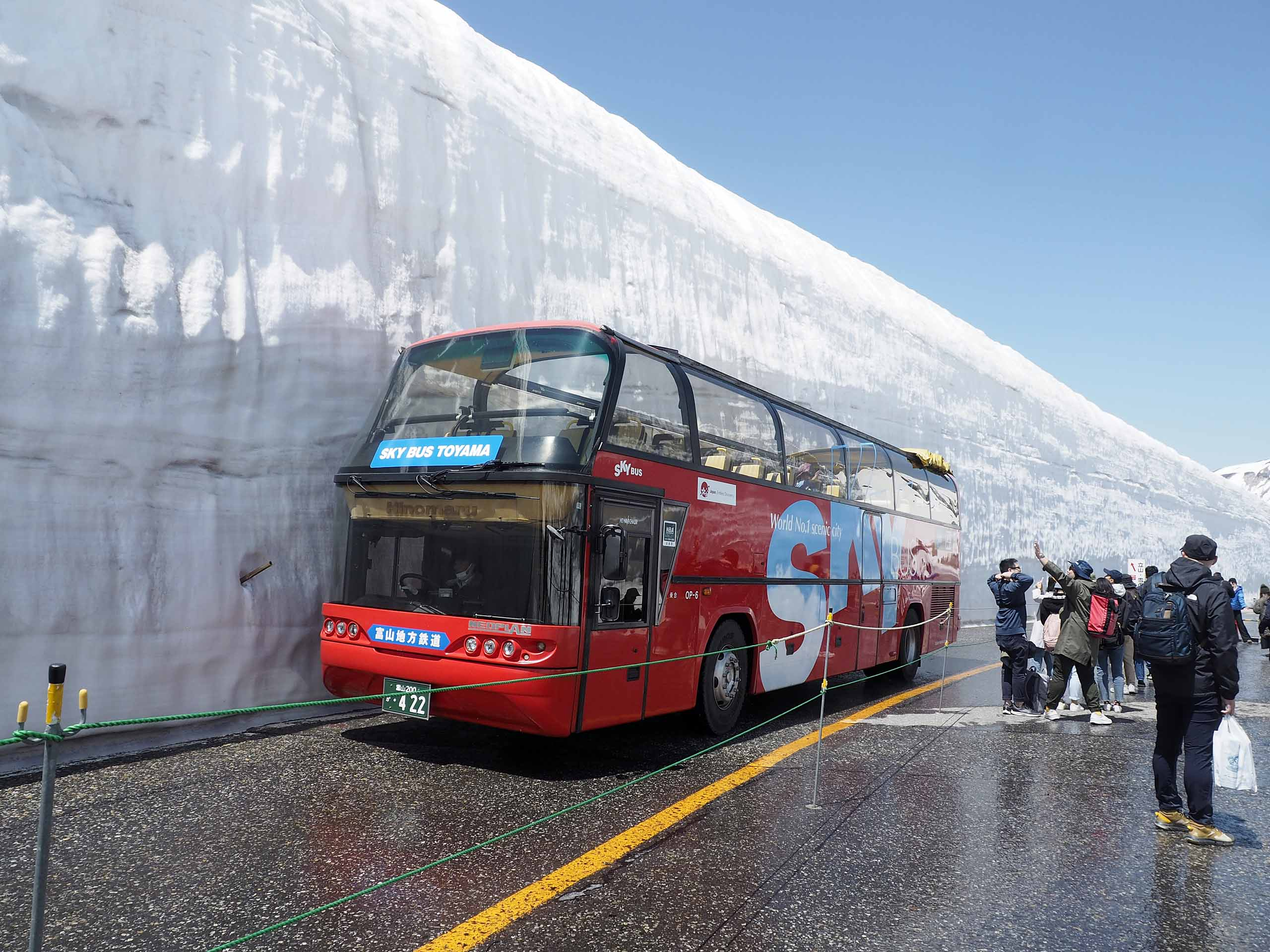
スカイバス富山・アルペンルートコース（2023年運行当時）

2018年より冬期を除いて日の丸自動車興業「スカイバス東京」のオープントップバスをスポットで借り入れて運行している。「SKY BUS TOYAMA」とも称する。
「射水コース」は世界で最も美しい湾クラブに加盟する富山湾の魅力を発信する取り組みの一つとして企画され、2018年10月12日から10月16日にネオプラン・スカイライナーを借り入れて射水市の新湊きっときと市場 - 新湊大橋を往復するコースで運行された。富山市内コース設定後は10月の特定日に運行され、2019年10月13日から22日、2020年10月22日から25日、2021年10月21日から24日、2022年10月20日から23日、2023年10月19日から22日に運行された。
「富山市内コース」は2019年5月23日に富山県内で開催された日台観光サミットの開幕に併せて5月22日より6月30日まで富山市内を周回する定期観光バスとして運行、8月9日から9月3日、10月9日から31日にも再度運行され、以降2023年まで毎年運行されている。2020年は9月18日から11月1日、2021年は4月23日から6月13日、10月1日から10月31日に運行され、2022年は4月22日から6月21日、9月16日から10月30日に運行された。（車両整備、射水コース運行、富山マラソン開催に伴う運休日あり）。2023年4月22日から6月11日、9月15日から10月29日まで運行された。2024年は4月19日から5月26日の運行を予定している。
「アルペンルートコース」は2021年の立山黒部アルペンルート50周年を記念して企画され、5月21日より5月30日まで運行。車窓から雪の大谷を楽しむコンセプトで、立山町にある立山有料道路の室堂ターミナルから国見駐車場を往復した。前日の5月20日には送り込みを兼ねて富山駅→室堂ターミナル、最終日の5月30日には戻り便として室堂ターミナル→富山駅でも営業運転を行った。富山市内コースと運行期間が重なるため、アルペンルートコース専用にネオプラン・スペースライナーを借り入れた。2022年は5月13日から22日までの運行に加えて夏にも設定され、8月5日から14日まで運行された。
2023年は5月12日から21日まで運行された。
2024年より休止。
このほか下記のような期間限定コースが運行された。
- 夕涼みスカイバス：2019年7月1日より8月5日まで平日の夕方に富山市内を周回。募集型企画旅行扱いで運行された[99]。
- ハイウェイ☆スカイバス：2019年7月8日から7月25日の平日日中に富山市内のショッピングモール「フューチャーシティ・ファボーレ」を基点に北陸自動車道の富山西インターチェンジ - 富山インターチェンジを経由する周回コースで運行された[100]。
- スカイバスde富山新港花火大会：2019年7月28日に開催された富山新港花火大会に併せて富山駅北口から新湊大橋経由で海王丸パークまで往復した[101]。
- スカイバスdeしんきろうロード：2019年7月29日から8月2日の日中に魚津市の魚津水族館を基点に富山県道2号魚津生地入善線「しんきろうロード」を走行した[102]。

### 運行受託

#### コミュニティバス
現在の受託路線（2020年時点）
いずれも富山市内の路線。
- まいどはや
- 富山港線フィーダーバス（2020年2月から直営化）
- 堀川南地域コミュニティバス
- 婦中コミュニティバス
- 呉羽いきいきバス（富山地鉄北斗バスが運行）

過去の受託路線
いずれも受託を取りやめ、事業者や運行形態が変更となっている。
- 射水市コミュニティバス（射水市）
- 魚津市民バス市街地巡回ルート（魚津市）
- のらんマイ・カー（下新川郡入善町）

#### スクールバス
2016年度より富山国際大学付属高等学校のスクールバスを運行。専ら生徒の登下校に合わせたダイヤだが、学校以外の各停留所間の運賃も設定されており、学校関係者以外の利用を排除しているわけではない。富山市、射水市、高岡市の各地域を起点として運行。

### 車両

#### 一般路線車

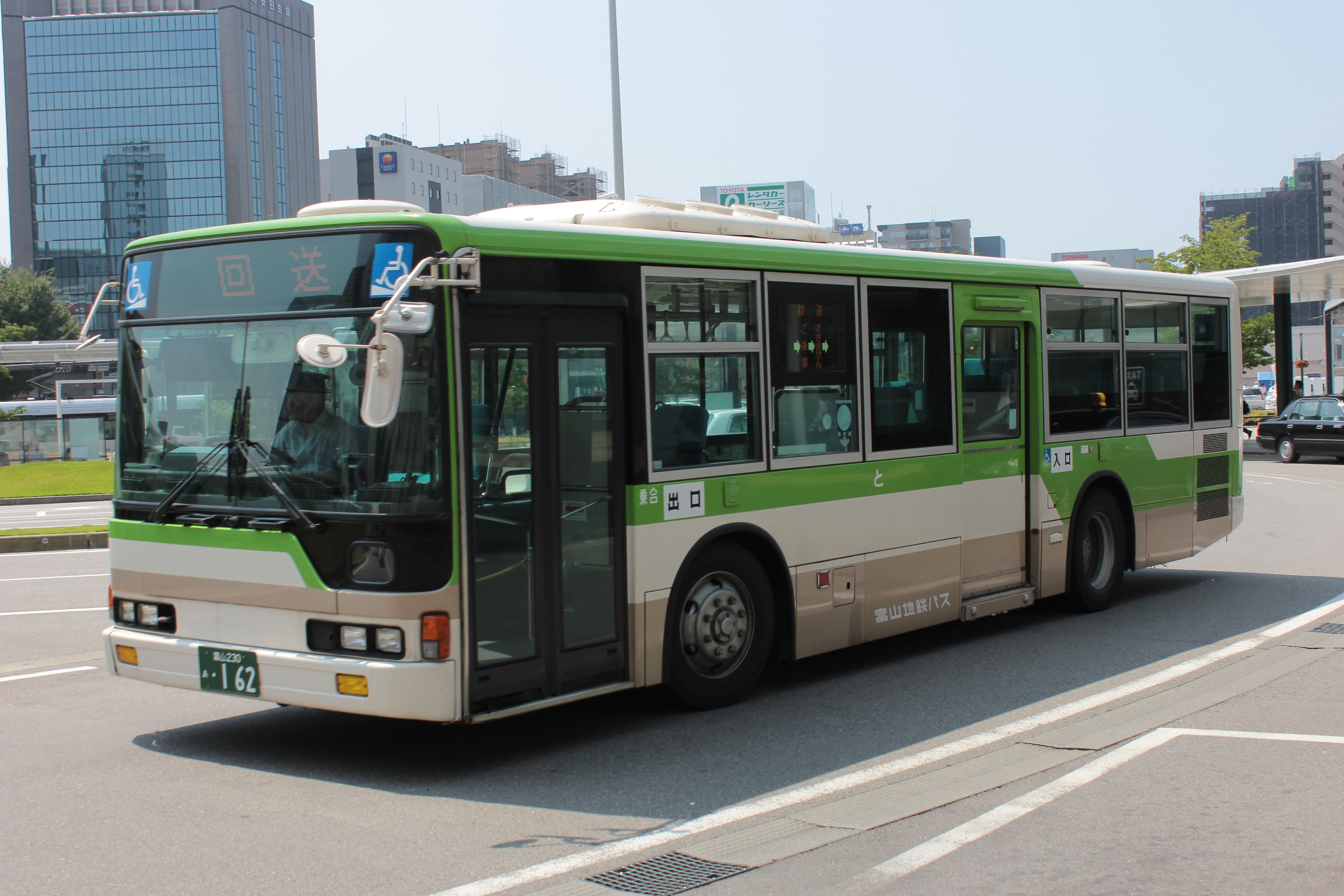
現行塗装

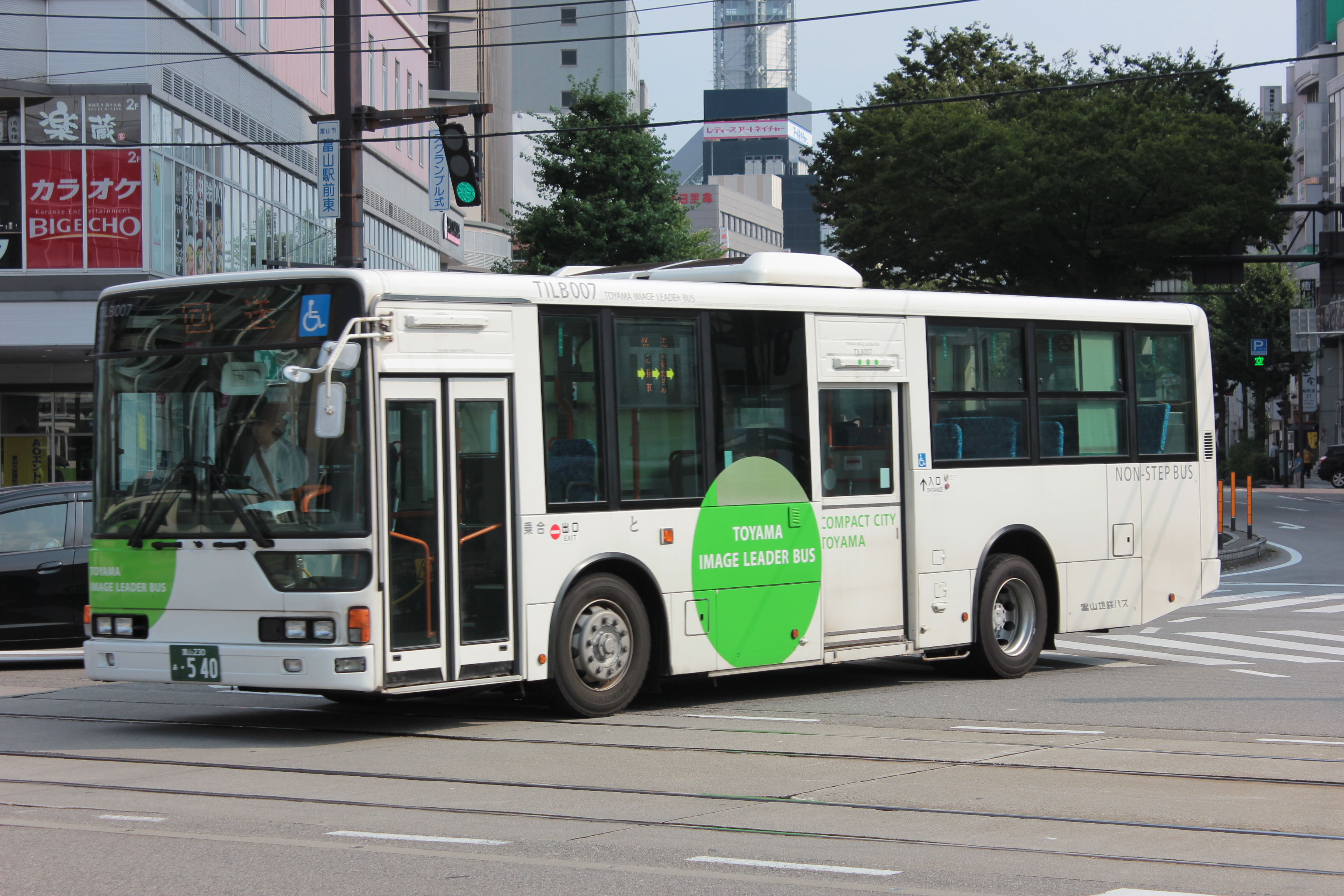
富山イメージリーダーバス、車体には略称のTLIBが記載されている。

以前はUDトラックス（旧：日産ディーゼル工業）・三菱・日野の3社体制だった。日野の大型車「ブルーリボン」および1980年代に導入された中型車「レインボー」については富士重工業がボディーを架装していて、前者は1996年式まで採用された。2008年にいすゞ自動車製が導入され、現在は4社体制となっている。
1997年までは原則新車のみ導入してきたが、1998年以降は大手事業者からの中古車も導入されている。1998年から2000年にかけては高速バスの共同運行相手の西武バスや京阪バスから大量に導入していたが、最近は廃車などで少なくなっている。なお、西武バスからの譲渡車については2010年より再び導入されている。
2004年以降は神戸市営バス・大阪市営バス・姫路市営バス・高槻市営バス・横浜市営バスなどからも導入していたが、2010年後半以降は一部を除き神奈川中央交通からの中古車が大量に導入されている。2008年には、姫路市営バスからいすゞ・エルガミオノンステップが移籍してきたこのため、富山地鉄では久々にいすゞ路線車が登場した。子会社の富山地鉄中央バスにも1台導入されたほか、同時に日産ディーゼル・RMノンステップ1台も増備されている。なお、2007年より統合車種である日野・レインボーIIノンステップも増備されているが、ヘッドライトが2灯式になっているため外観での区別は可能である。
大型車のサイズは10.2mクラスが多いが、1990年代には10.7m車も導入されている。西武バスからの中古車では10.7m車中心に導入され、かつては11m車も活躍していた。中型車は1980年代後半より黒部自動車営業所を中心に導入され、90年代以降は富山地区にも大型車と平行して本格的に増備された。
1997年ごろまで東部・黒部両自動車営業所が三菱車、西部自動車営業所が日野車、八尾自動車営業所が日産ディーゼル車に統一されていたが、中古車の導入や勤務ローテーションの変更などにより崩れている。
低床型バスは1997年より積極的に導入している。同年より三菱ふそう・エアロスターワンステップ3台、1999年には日野・レインボーワンステップ2台を増備した。2000年よりノンステップバスの導入が開始され、2010年現在、子会社の富山地鉄中央バスを含みコミュニティバスを除くと41台を保有している。また、2006年の新車より液晶パネル式運賃表（レシップ製）を採用している。
1996年に導入された新車より採用されているカラーは都営バスのカラー（ノンステップバス導入以前のもの）を「前後逆」にしたものである。また、それ以前に1972年から1995年まで採用されていた白と水色のストライプ調の塗装も、日野・ブルーリボンのカタログ車両のカラーリングを参考にしており、それがほぼそのまま採用されていた。
2009年2月に新規納入された大型ノンステップバス2台（日産ディーゼル・スペースランナーRA 八尾自動車営業所所属）が富山イメージリーダーバス（以下、TILB）と称して立山の新雪と若い樹木をイメージした、白地に黄緑色の円が描かれた新しいデザインで登場している。2010年3月にも前者およびUDトラックスからのOEM車種である三菱ふそう・エアロスター-S（AA系）がそれぞれ1台ずつ、2011年3月には三菱ふそうからのOEM車種であるUDトラックス・スペースランナーA（AP系）が導入されたが、2012年以降は三菱ふそう・エアロスターを増備している。先述のTILBに加え通常カラーの車両も導入されているほか、八尾自動車営業所に続き富山自動車営業所にもTILBが導入されるようになった。
路線バスの方向幕は系統によってそれぞれの塗り分けがなされているためか、LED式の方向幕を装備した車両は導入されていなかったが、2012年度の新車より採用された。ただし、高速バスには2004年の新車より採用している。また、子会社の加越能鉄道では1999年に導入された新車よりLED式方向幕を採用している。

#### 高速路線車
長らく日産ディーゼルに統一されていたが、2008年以降は日野・セレガや2012年以降からは三菱ふそう・エアロエースも導入されている。

#### 貸切車
いすゞを除く3メーカーを保有しており、日産ディーゼルを中心とした構成となっている。また、1985年にネオプラン・スカイライナーを富山地鉄観光と各1台、1992年から1999年にかけてボルボ・アステローペも大量に保有していたが2012年3月をもって全廃となった。子会社の富山観光バスではいすゞ車も保有していて、2008年には新型ガーラSHDも導入している。
三菱車は1992年式まで呉羽自動車製ボディーで導入されていた。エアロバスKとキュービックスタイルのサンシャインデッカーも活躍していたが、全車引退している。子会社の加越能鉄道でもエアロバスKやキュービックスタイルのサンシャインデッカーを導入していたが、後者は富山地鉄とほぼ同じ頃に全車引退している。
日産ディーゼル車は長年、富士重工業または西日本車体工業製ボディーで導入されていた。車種はスペースアローをメインに同ショートタイプおよびスペースウイングを導入している。特に、2003年に富士重工がバス事業撤退のときに高速路線車とともに最終生産分を導入している。2009年には三菱ふそうからのOEM車種であるスペースアローA・同ショートタイプが導入されている。同時に三菱ふそう・エアロエース1台も導入され、外観での区別は困難であるが、ステアリングのマークで区別できる。
貸切バスの塗装はブラウンとオレンジの帯が配されたカラーリングが、若干の意匠変更がありながらも、1982年から採用され続けてきた。車両側面のロゴは当初「TOYAMA CHITETSU KANKO」になっていたが、1993年の新車より子会社の加越能鉄道と同じ筆記体表記となるとともにラインの細部が変更された。さらに、1997年の新車より大文字の「TOYAMA」のロゴに変更され現在の新グループ共通カラーにも採用されている。
2008年4月にグループ会社の加越能鉄道、富山観光バスと共に貸切バス受注部門を統合したことを契機に、同時期に新規納入された貸切バス（車両は三菱ふそう・エアロクイーン2台）からは、白色と桃色を基調とした新グループ共通カラーが採用された。車両後部のロゴも「富山地鉄観光」から「TOYAMA」に変更されている。このような塗装変更は約28年ぶりである。同時に富山（旧東部）自動車営業所内に富山地鉄グループ観光バスセンターが設けられた。
今後、既存の車両も順次塗り替えを進め、2011年をめどにすべての車両の塗り替えを完了させる予定である。なお、高速バス車両はこれまでの塗装を引き続き採用している。
このほか、「富山ぶりかにバス」や「ぐるっとBUS」などで運用されるトヨタ・ハイエースを保有する。

## 企画乗車券
2020年3月21日現在。

### 自社で発売する乗車券
鉄道線・市内電車1日フリーきっぷ
地鉄電車全線（富山軌道線も含む）が1日乗り放題になる乗車券で、乗車期間によって夏季（4月1日から11月30日まで）と冬季（12月1日から3月31日まで）の2種類がある（販売価格が期間により異なる）。これとは別に地鉄電車が2日間乗り放題になる「鉄道線・市内電車2日フリーきっぷ」もある。このフリーきっぷには自由席特急料金も販売価格に含まれる。
地鉄観光列車フリーきっぷ
富山地方鉄道が運行する観光列車の乗車を目的にした乗車券。富山軌道線・富山港線全線と本線の電鉄富山駅 - 上市駅間、立山線の寺田駅 - 岩峅寺駅間、不二越・上滝線の稲荷町駅 - 岩峅寺駅間が1日乗り放題になる。自由席特急料金が販売価格に含まれる。
富山軌道線が1日乗り放題になるフリーきっぷ
富山軌道線・富山港線と富山駅前からのバス280円区間が乗り放題になる「市内電車・バス1日ふりーきっぷ」がある。2020年3月20日までは市内電車・バス1日ふりーきっぷでは富山港線は利用不可で、富山港線も乗り放題になる「富山まちなか岩瀬1日ふりーきっぷ」が別途発売されていた。またこれら以外にも、富山軌道線・富山港線全線が1日乗り放題で、ます寿し（8分の1切れ）・富山名物の和菓子（一部）と交換できるクーポン2枚が付いた「ぐるっとグルメぐりクーポン」、クーポン5枚が付いた「ぐるっとグルメぐりクーポンプラス」も販売されている。
年末年始ふりーきっぷ

富山地方鉄道・アルペンルート5日間フリー乗車券
地鉄電車全線と立山黒部アルペンルートの立山駅 - 黒部湖駅間が5日間乗り放題になる乗車券で、立山黒部アルペンルートの運行期間に限って販売される。
くろワンきっぷ（黒部ワンコイン・フリーきっぷ）
黒部市内区間の利用促進を目的とした乗車券で、2007年から毎年春期と秋期に発売されている。1枚500円（大人）で、実施期間の土日祝日1日に限り黒部市内の電鉄石田駅 - 宇奈月温泉駅間と市内を走る一部の路線バスが乗り放題になる（利用できる路線バスは実施時期によって変動あり）。なお、2016年の秋期から実施日以外の平日のみ、電鉄黒部駅と宇奈月温泉駅などで前売り販売する方式に変更している。
宇奈月満喫きっぷ
2023年に発売された地鉄電車とバスが30時間利用できるデジタルチケットで、スマートフォンアプリ「my route」から購入が可能。鉄道線全線が利用できる全線版と、鉄道線は新魚津駅 - 宇奈月温泉駅間のみが利用できる魚津・黒部版の2種類があり、いずれも黒部市内の路線バスが利用できる。さらに一部施設ではQRクーポンや特典が利用可能となる。

### 他社が販売する乗車券
立山黒部アルペンきっぷ
西日本旅客鉄道（JR西日本） と東海旅客鉄道（JR東海）が販売する乗車券で、いずれも立山黒部アルペンルートの運行期間に限って販売される。かつては東日本旅客鉄道（JR東日本）でも発売されていた。
発売箇所・経由路線・販売価格に違いはあるが、利用開始日から8日間乗り放題となる（ゴールデンウィーク・お盆期間は利用不可）。富山地方鉄道での適用区間は、アルペンルートの一部となっている電鉄富山駅 - 立山駅の区間が対象となる。以前は寺田駅 - 宇奈月温泉駅間もフリー区間であったが、現在は電鉄富山・寺田・立山・宇奈月温泉の各駅でのアルペンきっぷ提示で同区間の往復乗車券の2割引販売となっている。

## 富山地鉄グループ
富山地方鉄道を中心とした富山地鉄グループ（地鉄グループ）各社で、『おでかけ』『遊ぶ・楽しむ』『暮らしと安心』『泊まる』『グルメ・ショッピング』の5領域において交通事業やレジャー・観光事業、不動産事業などを網羅している。
以下を除き、全て富山地方鉄道の連結子会社である。
- 立山貫光ターミナル・立山黒部貫光 - 富山地方鉄道の持分法適用関連会社

### おでかけ
- 鉄道・市内電車・バス - 富山地方鉄道

### 遊ぶ・楽しむ
- 貸切バス - 富山地鉄グループ（富山地方鉄道・加越能バス）
- 国内旅行・海外旅行 - 富山地鉄サービス・加越能バス
- 航空旅行 - 富山地鉄サービス（ANA富山地区総代理店）
- 立山黒部アルペンルート - 立山黒部貫光
- 黒部峡谷 - 黒部観光開発（黒薙温泉）
- ボウリング - 富山地方鉄道（富山地鉄ゴールデンボウル）
- スポーツクラブ - 加越能バス（スポーツドーム・エアーズ）

### 暮らしと安心
- 不動産販売・賃貸 - 富山地方鉄道
- 生命保険・損害保険 - 富山地鉄サービス・加越能バス・金沢ファミリー
- 車検・車両整備 - 富山地鉄自動車整備・加越能自動車整備
- 建設・建築 - 富山地鉄建設
- 広告代理店 - 富山地鉄サービス

### 泊まる
- 電鉄富山駅前 - 富山地鉄ホテル
- 立山黒部アルペンルート - 立山黒部貫光（弥陀ヶ原ホテル・ホテル立山）
- 黒部峡谷 - 黒部観光開発（黒薙温泉）

### グルメ・ショッピング
- グルメ - 富山地鉄サービス（『旬和席 いちいち つう』）
- ショッピング - 富山地方鉄道（電鉄富山駅ビル『エスタ』）